# Revolución francesa
La Revolución francesa (en francés: Révolution française) fue un conflicto social y político, con diversos periodos de violencia, que convulsionó la Francia del Antiguo Régimen, y a otros países por extensión de sus implicaciones. Se inició con la autoproclamación del Tercer Estado como Asamblea Nacional en 1789 y finalizó con el golpe de Estado de Napoleón Bonaparte en 1799, culminando un proceso de 10 años.
Si bien después de que la Primera República cayó tras el golpe de Estado de Napoleón, la organización política de Francia durante el siglo XIX osciló entre república, imperio y monarquía constitucional, la revolución marcó el final definitivo del feudalismo y del absolutismo en el país, y dio a luz a un nuevo régimen donde la burguesía, que empleaba en ocasiones a las masas populares, se convirtió en la fuerza política dominante. La revolución, más allá de sus estertores, enfrentó las bases del sistema monárquico como tal, en la medida en que impuso con su discurso, iniciativas capaces de volverlo ilegítimo.[cita requerida]
Según la historiografía clásica, la Revolución francesa marca el fin de la Edad Moderna y el inicio de la Edad Contemporánea al sentar las bases de la democracia moderna con base en la representación, lo que la sitúa en el corazón del siglo XIX. Abrió un nuevo horizonte político basado en el principio de la soberanía popular, que será el motor de las revoluciones de 1830, de 1848 y de 1871.

## Antecedentes ideológicos
En el siglo XVIII se desarrolló el movimiento intelectual de la Ilustración que propuso una forma de entender el mundo, la existencia, la sociedad, que no derivaba de los textos sagrados ni de la tradición cristiana sino que quería constituirse como alternativa a éstos, al «iluminar» las sociedades europeas para que abandonaran definitivamente la ignorancia. El núcleo central lo constituyó el Reino de Francia, cuyos philosophes (entre los que destacan Montesquieu, Voltaire y Rousseau) tuvieron una enorme influencia en todo el continente europeo (y en América). Las ideas de la Ilustración se difundieron especialmente a través de una gran obra colectiva: la Encyclopédie ou Dictionnaire raisonné des sciences, des arts et des métiers, publicada por Diderot y D'Alambert en 17 volúmenes entre 1751 y 1772.

En cuanto al pensamiento político de la Ilustración se basó en las reflexiones de Hobbes y de Locke sobre la experiencia de la Revolución inglesa del siglo XVII. El primero elaboró una teoría del «contrato social» (aunque sin utilizar esa expresión) por la cual se suponía que el gobierno de las sociedades humanas había surgido de un contrato entre el gobernante y sus súbditos, y ese contrato significaba la entrega total de los derechos de los súbditos a la soberanía incontestable del gobernante. Para Locke, sin embargo, el contrato era un acuerdo con obligaciones mutuas: los súbditos debían respetar la soberanía del gobernante, pero éste a su vez debía respetar sus libertades y derechos de propiedad; en caso contrario el contrato podía ser denunciado y quedaba roto. De esa forma Locke justificaba la Revolución inglesa y legitimaba la «Monarquía limitada» surgida de ella.

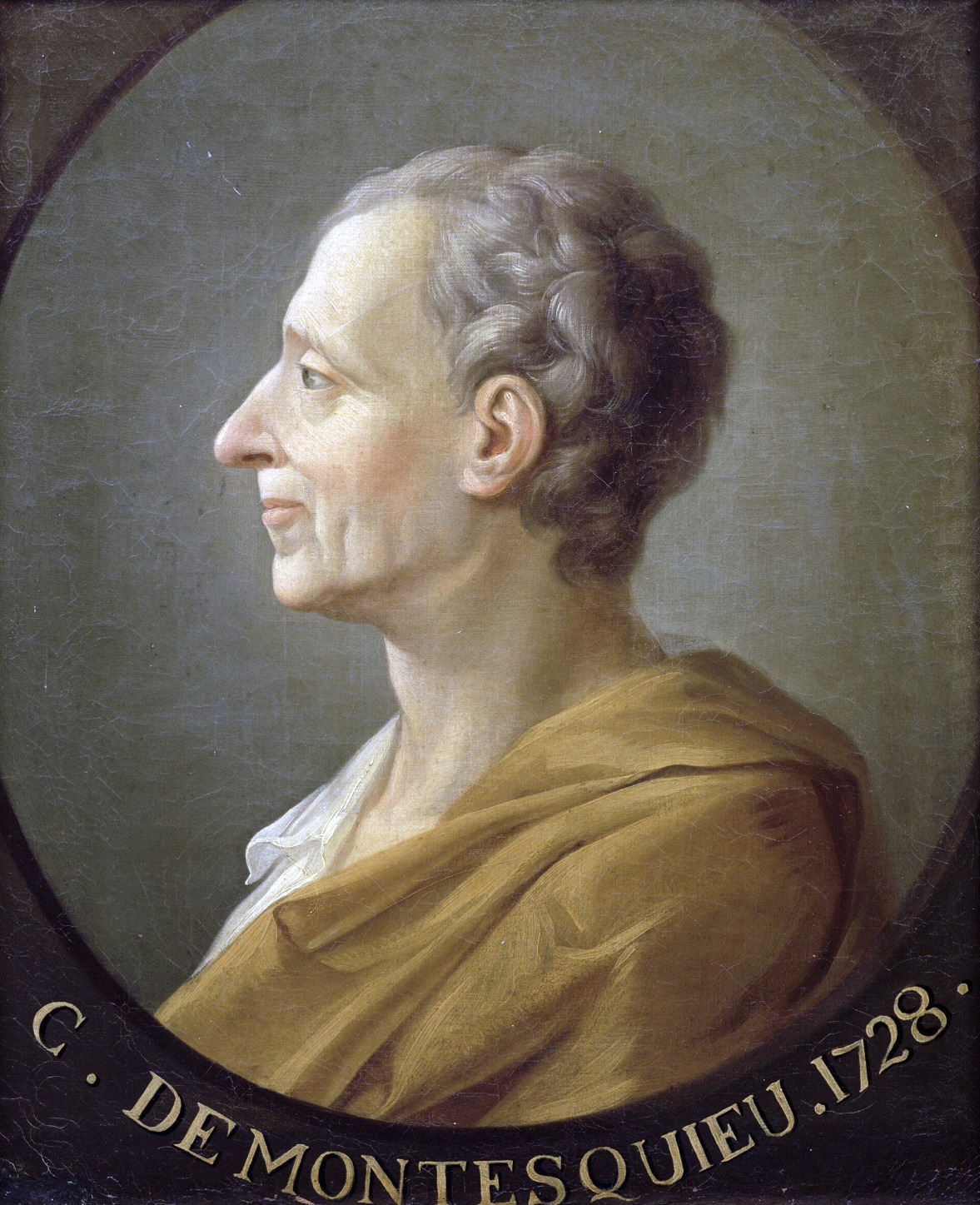
Retrato del philosophe Montesquieu.

Precisamente la «Monarquía limitada» británica fue la que Montesquieu presentó como modelo alternativo a la monarquía absoluta, según él, demasiado expuesta al «despotismo», en su libro De l’esprit des lois, publicado en 1748. Montesquieu señaló que en Gran Bretaña el poder del rey estaba «equilibrado» por el poder del parlamento y el de los tribunales independientes de justicia. A partir de este análisis formuló su teoría de la separación de poderes —poder ejecutivo, en manos del rey; poder legislativo, en manos del parlamento; y poder judicial (aunque no empleó este término), en manos de los tribunales independientes del rey y del parlamento—. Esta alternativa de la «monarquía limitada» es la que defenderá la mayoría de los diputados del Tercer Estado cuando se reúnan los Estados Generales.
Solo una minoría de los diputados del Tercer Estado propondrán una alternativa democrática (a pesar de que la mayoría de los teóricos del siglo XVIII, incluso aquellos que admiraban la Atenas clásica y la Roma republicana, estaban convencidos de que un sistema democrático no funcionaría en su época, ya que si se pusiera en práctica el único resultado posible sería el gobierno de la «chusma» o la anarquía). Se basaban en la experiencia de algunas de las corrientes «extremistas» de la Revolución inglesa, como la de los levellers, que habían formulado el primer programa político de la historia para un gobierno democrático, pero sobre todo en el libro El contrato social de Jean Jacques Rousseau, publicado en 1762. En él Rousseau defendía como ideal de la organización política la república en la que los «ciudadanos» anteponían sus intereses particulares «egoístas» a la «felicidad común», lo que en realidad sólo era posible, según Rousseau, si la comunidad estaba integrada por pequeños propietarios (campesinos y artesanos) sin grandes diferencias de poder y riqueza. Así, la voluntad de estos ciudadanos «virtuosos» (o «patriotas») se convertía en «voluntad general», único legítimo legislador cuyas normas los gobernantes debían cumplir. Para expresar esta «voluntad general» Rousseau no admitía los sistemas representativos porque no podía ser delegada, por lo que evidentemente sólo era posible aplicarla en los pequeños Estados. Pero a pesar de todo El contrato social fue la primera exposición de los principios de la soberanía popular.
Roger Chartier ha señalado que a partir de mediados del siglo XVIII «se observa una politización de la opinión pública... El sentido crítico comienza a ejercerse respecto del conjunto del mundo social y, más todavía, respecto de la monarquía absoluta». Por su parte George Rudé ha destacado la importancia de la Ilustración en la Revolución ya que proporcionó a los diversos grupos sociales que aspiraban a cambiar el sistema social y político «un cuerpo unificador de ideas, un vocabulario común de esperanza y protesta». Fueron los philosophes los que prepararon el terreno al debilitar «las defensas ideológicas del ancien régime... Términos como "ciudadano", "nación", "contrato social", "voluntad general" y los "derechos humanos" —y luego tiers état (tercer estado)— entraron en el vocabulario político corriente».

## Causas
En 1972 el historiador británico George Rudé se planteó la cuestión de «por qué en Francia hubo una revolución en 1789, y en otros países no la hubo», teniendo presente que «similares tensiones, crisis y frustraciones se dieron, bajo una u otra forma, en varios países europeos en esa época». Para Rudé la clave estribó en la existencia en Francia de una «clase media» (la bourgeoisie) suficientemente desarrollada y madura para que pusiera en cuestión la «sociedad de órdenes» y la monarquía absoluta que la sustentaba. Rudé señala que el único caso comparable en el que existía esa «clase media» desarrollada sería el de Gran Bretaña, pero allí tampoco se produjo una revolución porque para ella «existían prometedoras perspectivas de prosperidad; no había esa profunda frustración social ante los privilegios y la arrogancia de la aristocracia tan visible en Francia». Poco después el francés Michel Vovelle coincidía con Rudé, añadiendo el papel de los «grupos populares»: «Sería imposible describir la crisis final del Antiguo Régimen exclusivamente en términos de contradicciones internas; pues también sufrió un ataque desde el exterior, a partir de la burguesía y los grupos populares».

### Crisis del Antiguo Régimen

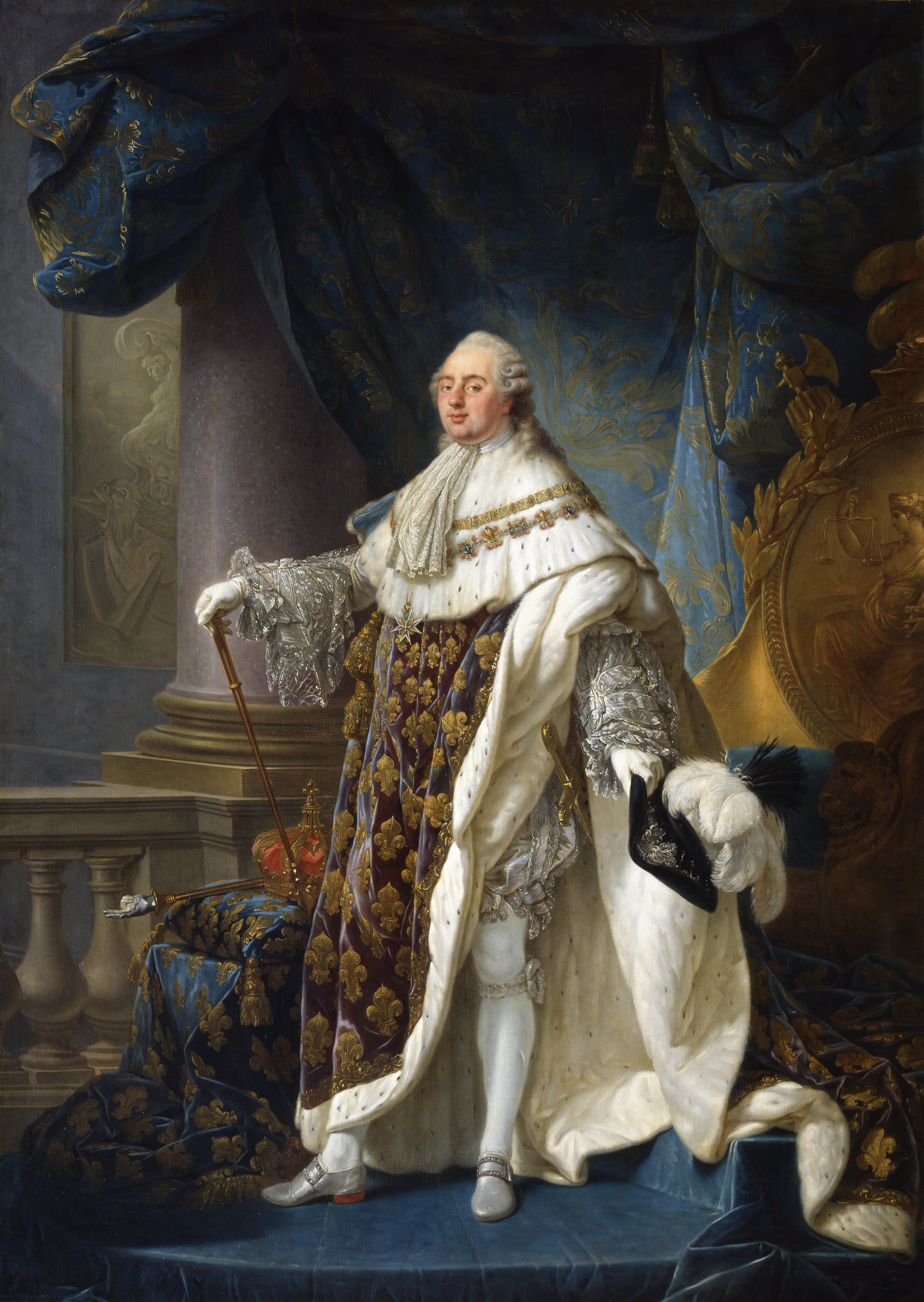
Retrato oficial de Luis XVI por Antoine-François Callet (1779). Monarca absoluto ilustrado, muy influido por las ideas de Montesquieu, en repetidas ocasiones declaró obrar por el bien de sus súbditos y por la felicidad pública. «Luis XVI deseaba sin duda reformar la sociedad aristocrática, quizás sin medir todas las consecuencias», ha señalado el historiador Ran Halévi.

En las décadas finales del siglo XVIII se produjo la crisis del ancien régime, el nombre que dieron los revolucionarios franceses al régimen político y social que acababan de derribar. Una de sus manifestaciones fue la cada vez más extendida oposición al mismo por parte de los grupos sociales excluidos: el campesinado, las clases populares urbanas  (el menu peuple) y la «burguesía» (que globalmente integraban el Tercer Estado).
Entre el campesinado (que representaba el 85 por 100 de la población francesa) se había ido desarrollando la conciencia de la «injusticia» del «feudalismo», ya que buena parte de las rentas agrarias, resultado del importante aumento de la producción a lo largo del siglo XVIII y que se había traducido en un aumento de población (que pasó de 20 a 26 millones), había ido a parar a manos de los señores en virtud del «dominio eminente» que poseían sobre la tierra. En algunas regiones los derechos señoriales (el cens, renta en metálico; el champart, una parte de la cosecha; y los lods et vents, derechos que corresponden al señor por la enajenación [venta, herencia] del «dominio útil» del campesino) incluían también las corveas (corvées), es decir, las prestaciones en trabajo para el señor, y muy frecuentemente las banalidades (la obligación del campesino de moler su trigo en el molino de señor o de cocer su pan en el horno del señor, pagando por ello) o los monopolios señoriales sobre la caza y la pesca. También tenían que soportar el diezmo que era pagado a la Iglesia y los impuestos debidos al rey. No obstante, la incidencia de estas «cargas feudales» (señoriales, eclesiásticas y estatales) variaba mucho de una región a otra.
Por otro lado, en la segunda mitad del siglo se produjo una «reacción feudal» por la que los señores, muchos de ellos endeudados, estaban apoderándose de las tierras comunales y recuperando antiguos derechos señoriales, con los que pretendían imponer o añadir nuevas cargas a las que ya soportaban «sus» campesinos. En los cahiers de doléances de las comunidades aldeanas, redactados con motivo de las elecciones a los Estados Generales de 1789, aparece con frecuencia la denuncia de estos abusos, de este «renacer del feudalismo». A lo que hay que añadir que en el último cuarto del siglo XVIII la prosperidad general de la agricultura comenzó a decrecer como consecuencia de la caída de los precios, lo que hizo que las «cargas feudales» que soportaban fueran más onerosas. Y «en el momento culminante de la depresión cíclica llegó la catástrofe repentina de 1787-1789, bajo la forma de dos malas cosechas y escasez, con una duplicación del precio del trigo...», que, por otro lado, afectó gravemente a las clases populares urbanas (el menu peuple), ya duramente afectadas por el aumento del desempleo como consecuencia del tratado de «Libre Comercio» firmado en 1786 con Inglaterra que había permitido la entrada de productos de ese país mucho más baratos. «Así pues, los campesinos y los artesanos y los obreros urbanos se unieron en una común hostilidad hacia el gobierno, los grandes propietarios rurales, los comerciantes y los especuladores, entrando en la Revolución en un contexto de pobreza y dureza crecientes, y no de prosperidad», ha afirmado George Rudé.

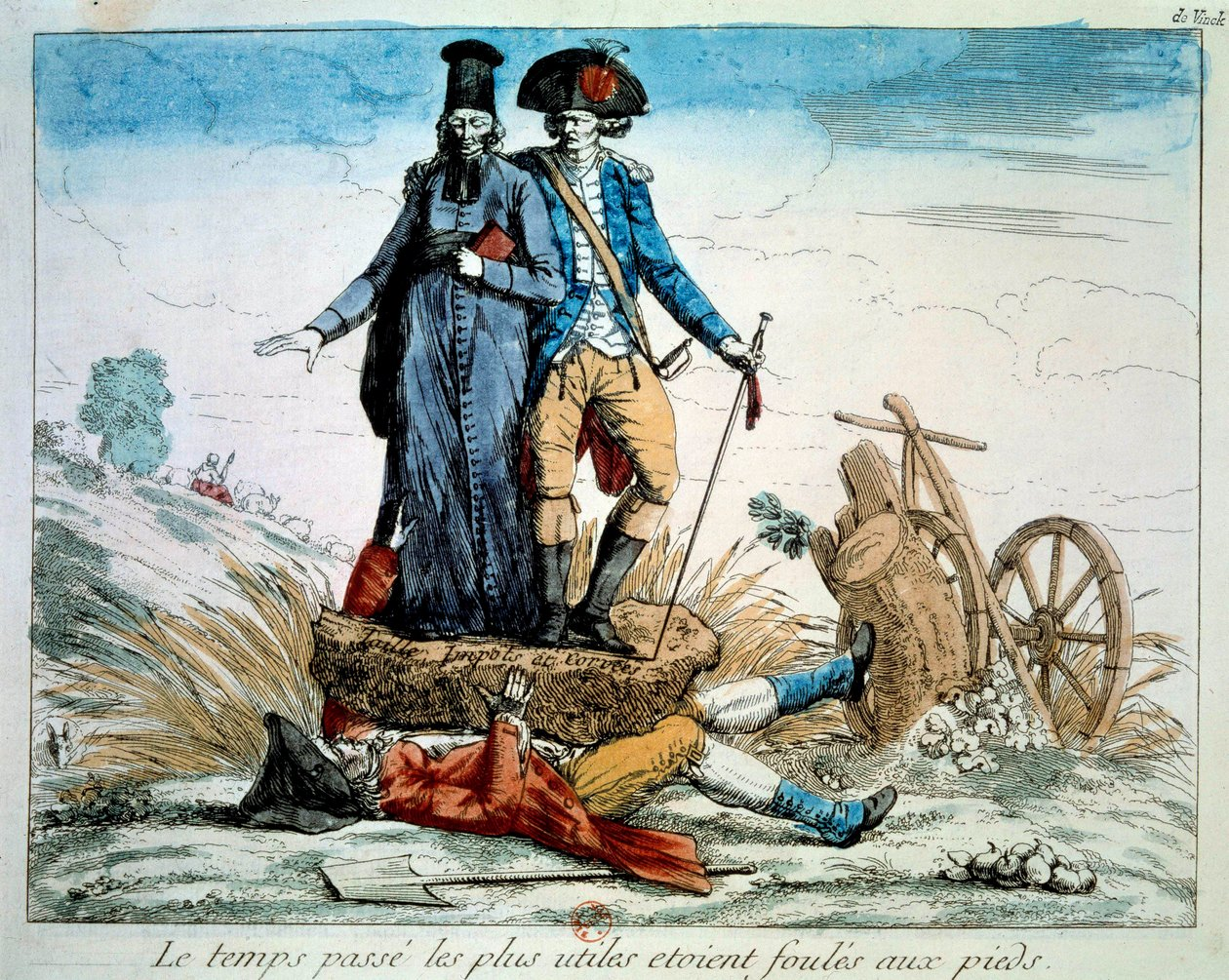
Caricatura de 1789 que denuncia la opresión que padece el Tercer Estado por parte de los dos órdenes privilegiados, clero y nobleza. La piedra que aplasta al Tercer Estado y sobre la que están de pie el clero y la nobleza lleva la inscripción: «Taille, impôts et corvées» ('tallas, impuestos y corveas'). El pie de la imagen dice: «Le Temps passé les plus utiles étoient foulés aux pieds» ('En el pasado, las cosas más útiles eran pisoteadas').

Por su parte, los grandes comerciantes, banqueros, dueños de manufacturas, maestros de taller y fabricantes en general, cuyas rentas se habían incrementado a lo largo del siglo siglo XVIII como consecuencia del aumento de la producción manufacturera y del desarrollo del comercio, no vieron traducido su mayor poder económico en un mayor peso social y político porque la sociedad seguía dividida en estamentos, y estos «burgueses» (donde también se incluían los miembros de ciertas profesiones como abogados, hombres de ciencia, profesores, médicos…) estaban integrados en el «Tercer Estado» que carecía de los «privilegios» fiscales, sociales, políticos y simbólicos que ostentaban la nobleza y el clero.
Al principio los miembros de esta «burguesía» naciente no amenazaron la «sociedad aristocrática» porque su principal ambición era entrar en ella, algo que conseguían mediante el matrimonios con hijos o hijas de nobles; la compra de títulos nobiliarios o de señoríos; o el acceso a determinados cargos en la administración real que entrañaban el ennoblecimiento automático de su titular, y a los que se accedía, en general, por la compra (venalidad) al rey y podían ser revendidos o cedidos en herencia. Sin embargo, en la segunda mitad del siglo XVIII las «puertas» de acceso a la nobleza se habían ido cerrando por la presión de los nobles «antiguos» que se sentían amenazados y recelaban de los «advenedizos». La mayoría de los “burgueses” comenzaron a plantearse entonces que la división en estamentos u «órdenes» no servía ya a sus intereses.} Otro motivo de queja, como ha destacado George Rudé, eran las trabas y obstáculos «al libre ejercicio del comercio y de la manufactura, procedentes de los onerosos peajes y aduanas interiores (impuestos tanto por el Estado como por los intereses privados) y las intromisiones de multitud de inspectores del gobierno».
Otra de las manifestaciones de la crisis fue la «impotencia financiera» de la Monarquía de Luis XVI y su «incapacidad política» para resolverla (en palabras de Albert Soboul). La Hacienda real iba acumulando déficit tras déficit, situación que se agravó considerablemente por la guerra anglo-francesa (1778-1783): «el equilibrio de las finanzas de la monarquía quedó entonces definitivamente comprometido», señala Soboul. Según el Compte du Trésor de 1788 los gastos de ese año se elevaban a más 629 millones de livres (de los que más de la mitad correspondían al pago de la deuda), mientras que los ingresos solo ascendían a 503 millones, por lo que déficit previsto alcanzaba los 126 millones. Para cubrir ese déficit se preveía un empréstito por valor de 136 millones, la alternativa a la que se venía recurriendo desde hacía tiempo debido a la imposibilidad de aumentar los impuestos, ya muy gravosos. Se calcula que la deuda acumulada en 1789 ascendía a unos cinco mil millones de livres, el triple de la que existía cuando Luis XVI accedió al trono en 1774.
Luis XVI y sus ministros habían intentado la única opción que les quedaba —hacer pagar impuestos a la nobleza y al clero, que gozaban de amplias exenciones fiscales— pero se habían encontrado con la férrea oposición de los dos «órdenes» privilegiados y habían fracasado. Como ha señalado George Rudé, se demostró «que no eran posibles las medidas reformistas de largo alcance, fueran cuales fueran las intenciones del rey o la honestidad y capacidad de sus ministros, mientras los órdenes privilegiados mantuvieran sus poderes, a través del Parlamento o de su influencia en la corte, para obstruir la operación. Eran éstos los límites que la reforma no podía rebasar —suficientes para abrir el apetito de algunos, irritar a otros, y dejar insatisfechos a todos—. Suficientes también para despertar un mayor odio hacia los órdenes privilegiados y desprecio hacia la monarquía que parecía protegerlos».

### Larévolte nobiliaire(1787-1788)
En 1972 el historiador británico George Rudé señaló que en 1787, a pesar de la crisis que estaba atravesando el Antiguo Régimen en Francia, nada hacía prever que dos años después «iba a producirse una revolución». «Seguía siendo necesaria una chispa que causara una explosión» y esa «chispa fue la declaración gubernamental de bancarrota tras la guerra norteamericana» que dio paso a «la révolte nobiliaire de 1787-1788, que terminó con una derrota del ministerio y una victoria total de los Parlamentos y de la aristocracia; el gobierno, además, se vio forzado a conceder la convocatoria de los Estados Generales (en los cuales tanto los Parlamentos como la nobleza ponían sus esperanzas)».

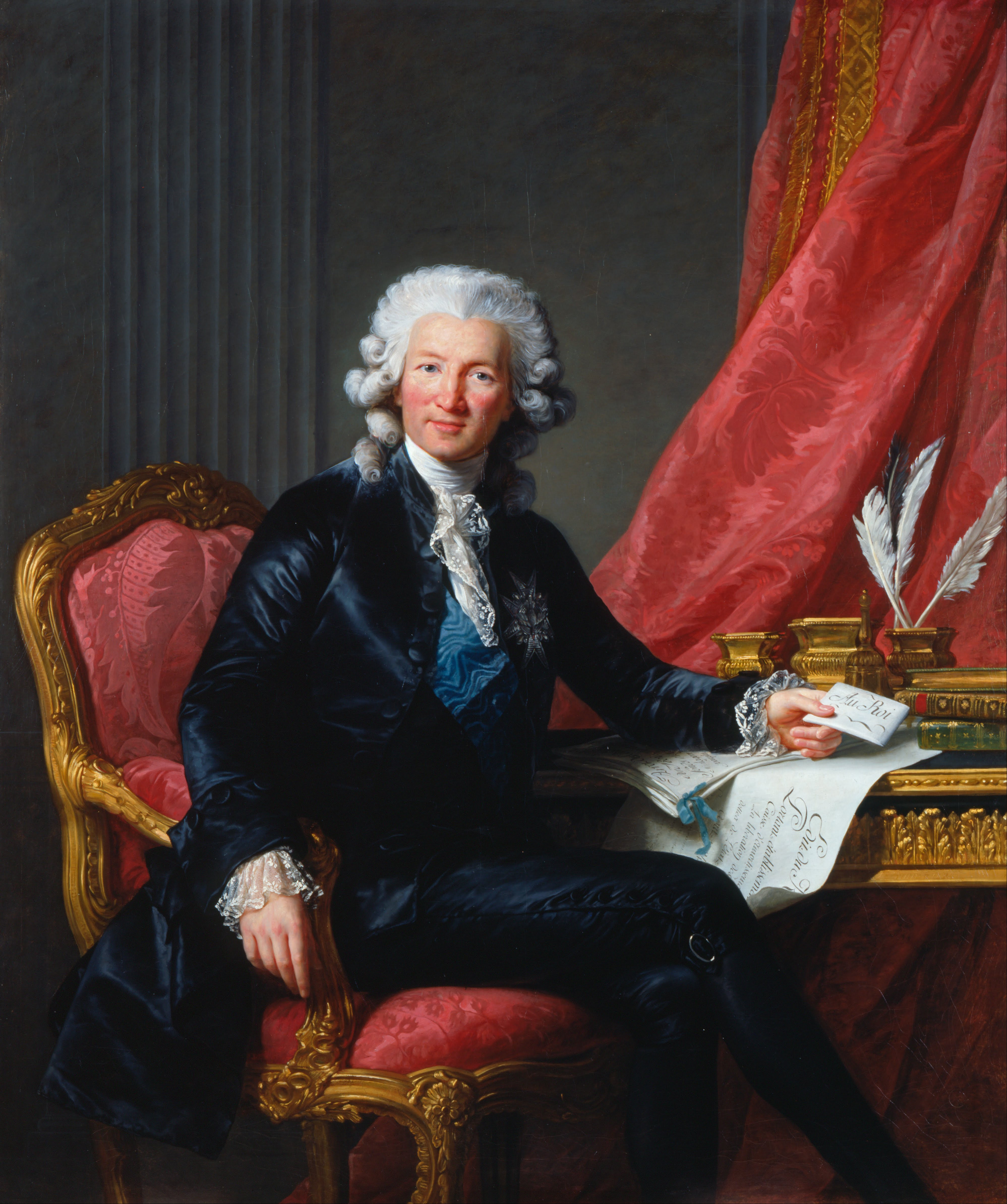
Retrato del controlador general de las Finanzas Charles Alexandre de Calonne.

En efecto, ante el desastroso estado de la Hacienda real el controlador general de las Finanzas Charles Alexandre de Calonne le propuso al rey Luis XVI una serie de reformas para aumentar los ingresos que incluían el establecimiento de un impuesto universal sobre la tierra (la «subvención territorial»), que tendrían que pagar todos los propietarios, nobleza y clero incluidos, hasta entonces exentos. Como ha señalado Michel Péronnet, «Calonne es consciente de la osadía de ese proyecto», opinión que es compartida por el propio monarca quien decide reunir la Asamblea de notables, una antigua institución que no había funcionado desde principios del siglo XVII.

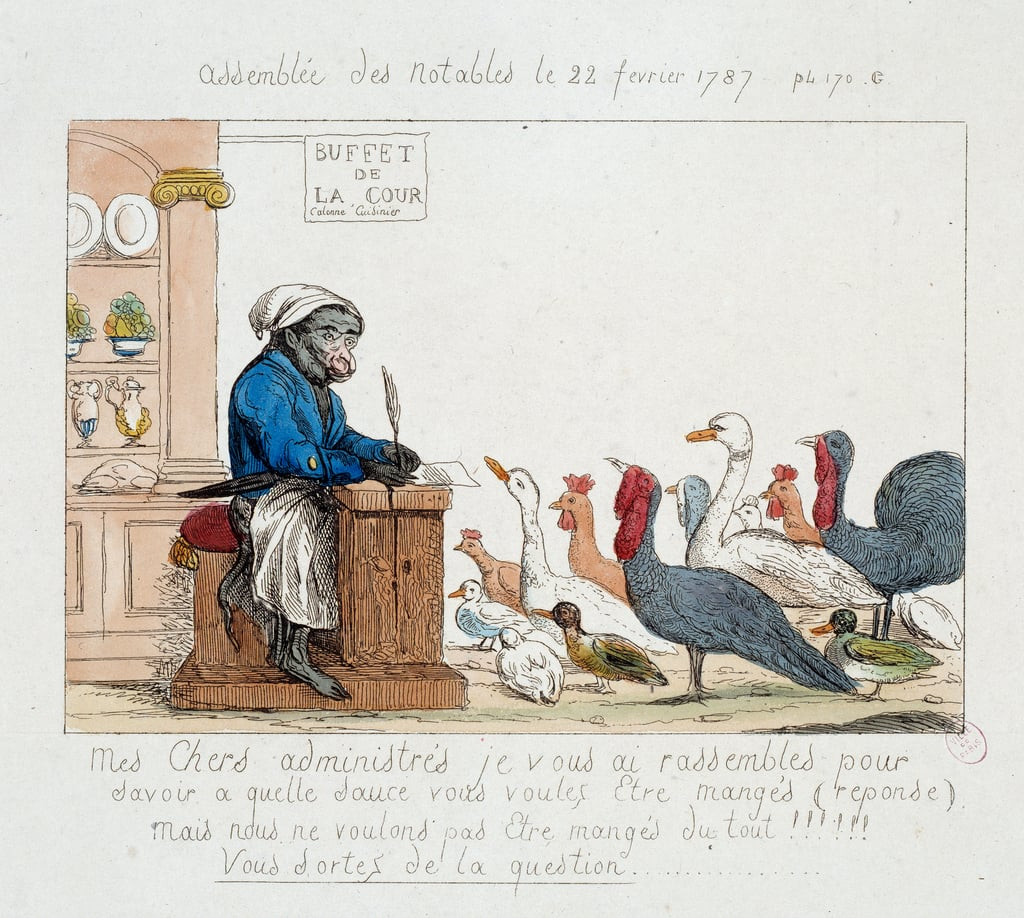
Caricatura de la Asamblea de Notables favorable a la posición de la nobleza contraria a las reformas de Calonne. Muestra a un mono dirigiéndose al corral: «Mis queridos administrados, os he reunido para saber con qué salsa queréis ser comidos». Las aves del corral responden: «¡¡¡Pero si no queremos ser comidas en absoluto !!!». «Os salís de la cuestión», les replica el mono. El cartel de la pared dice: «Buffet de la cour».

Del 22 de febrero al 25 de mayo de 1787 se reúnen en Versalles los 144 notables designados por el rey, entre los que se encuentran 43 nobles, 53 funcionarios relacionados con los tribunales regios, 11 prelados, 12 representantes de los Estados provinciales y 25 alcaldes de grandes ciudades. Pero los reunidos no solo rechazan completamente la propuesta de Calonne sino que consiguen que Luis XVI lo destituya. Le sucede el arzobispo de Toulouse, Étienne-Charles de Loménie de Brienne, en cuyo nombramiento ha intervenido la reina María Antonieta (a pesar de que su posición es muy precaria como consecuencia del escándalo del «collar de la reina»). Conseguida la sustitución de Calonne, los notables acuerdan la concesión de un empréstito por valor de 67 millones, suma que le permite a Brienne evitar la bancarrota. Cuando se despiden reclaman, por medio del marqués de La Fayette, «el héroe de los dos mundos», la convocatoria de los Estados Generales. Como ha señalado Péronnet, «los privilegiados, fortalecidos por sus victoria, desean una asamblea que les permitiría controlar la monarquía».

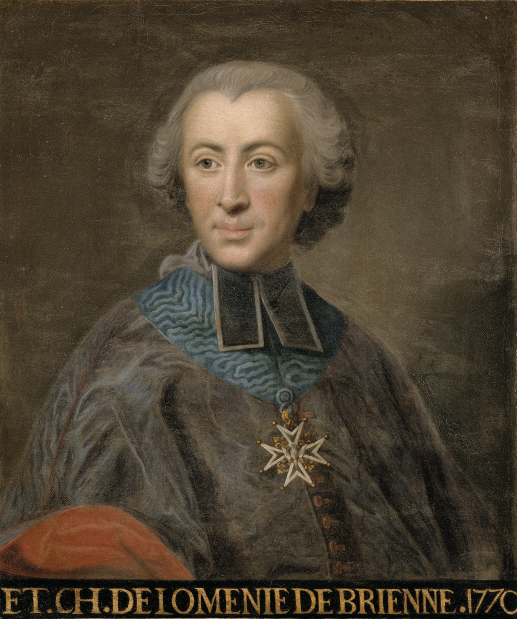
Retrato del obispo Étienne-Charles de Loménie de Brienne que sucedió a Calonne.

A principios de 1788 Brienne aconsejó al rey que convocara una asamblea del clero, convencido de que podría obtener de su propio estamento una importante donación de dinero («don gratuito») y de que lograría convencer a sus miembros de que acepten las reformas. Pero la asamblea, reunida en mayo, no solo no aprobó el «don gratuito» sino que hizo público su rechazo de las reformas apelando a las franquicias y privilegios «reconocidos por las leyes fundamentales de la monarquía», además de condenar la concesión de derechos civiles a los protestantes que acababa de aprobar Luis XVI en el Edicto de Versalles. Entonces Brienne aconsejó al rey que aceptara la petición de la Asamblea de Notables y convocara los Estados Generales, lo que se hizo público el 8 de agosto de 1788. Poco después Brienne fue sustituido por Jacques Necker, que ya había ocupado el cargo al principio del reinado. Como ha señalado George Rudé, «la révolte nobiliaire terminó con una derrota del ministerio y una victoria total de los Parlamentos y de la aristocracia».

### Convocatoria de los Estados Generales y ofensiva deltiers état(1788-1789)
La convocatoria de los Estados Generales —en cuyo decreto el rey señaló como uno de los «importantes motivos» que le había llevado a reunirlos eran «las dificultades en que Nos encontramos, relativas al estado de nuestras finanzas»—, abrió un debate sobre el modo de elección y del reparto de los escaños, cuestión a la que el Tercer Estado concedió una gran importancia ya que pretendía duplicar el número de sus diputados para igualar a los de los dos estamentos privilegiados, y abogaba por el «voto por cabeza». Como ha señalado Michel Péronnet, «de esta manera las fuerzas se equilibrarían y el principio mayoritario podría intervenir».
Para resolver la cuestión, Necker consultó primero con el Parlamento de París que el 25 de septiembre de 1788 se manifestó a favor de las «formas de 1614» (último año en que se reunieron los Estados Generales), es decir, que el número de los diputados de cada estamento fuera el mismo y que cada estamento dispusiera de un solo voto. La Asamblea de Notables reunida de nuevo por Necker el 6 de noviembre se pronunció en el mismo sentido: en contra de la duplicación de los diputados del tiers y en contra del «voto por cabeza». Sin embargo, el 27 de diciembre el rey aceptó la duplicación de los diputados del tiers aunque no se pronunció sobre la forma de votación cuando se reunieran los Estados Generales, si por estamento o «por cabeza». Un mes después, el 24 de enero, se publicaba el reglamento que precisaba las normas electorales. La circunscripción electoral sería el bailiaje, y por cada bailía se elegirían un diputado por la nobleza, uno por el clero y dos diputados por el Tercer Estado. En la elección de estos dos últimos, dado el considerable número de votantes, se prevén dos o tres grados. En cada municipio se designa a los "electores" que reunidos en la capital son los que escogerán a los dos diputados. El reglamento también indica que cada asamblea podrá redactar un Cahier de doléances ('Cuaderno de quejas') en el que «deben denunciar los abusos y proponer reformas».

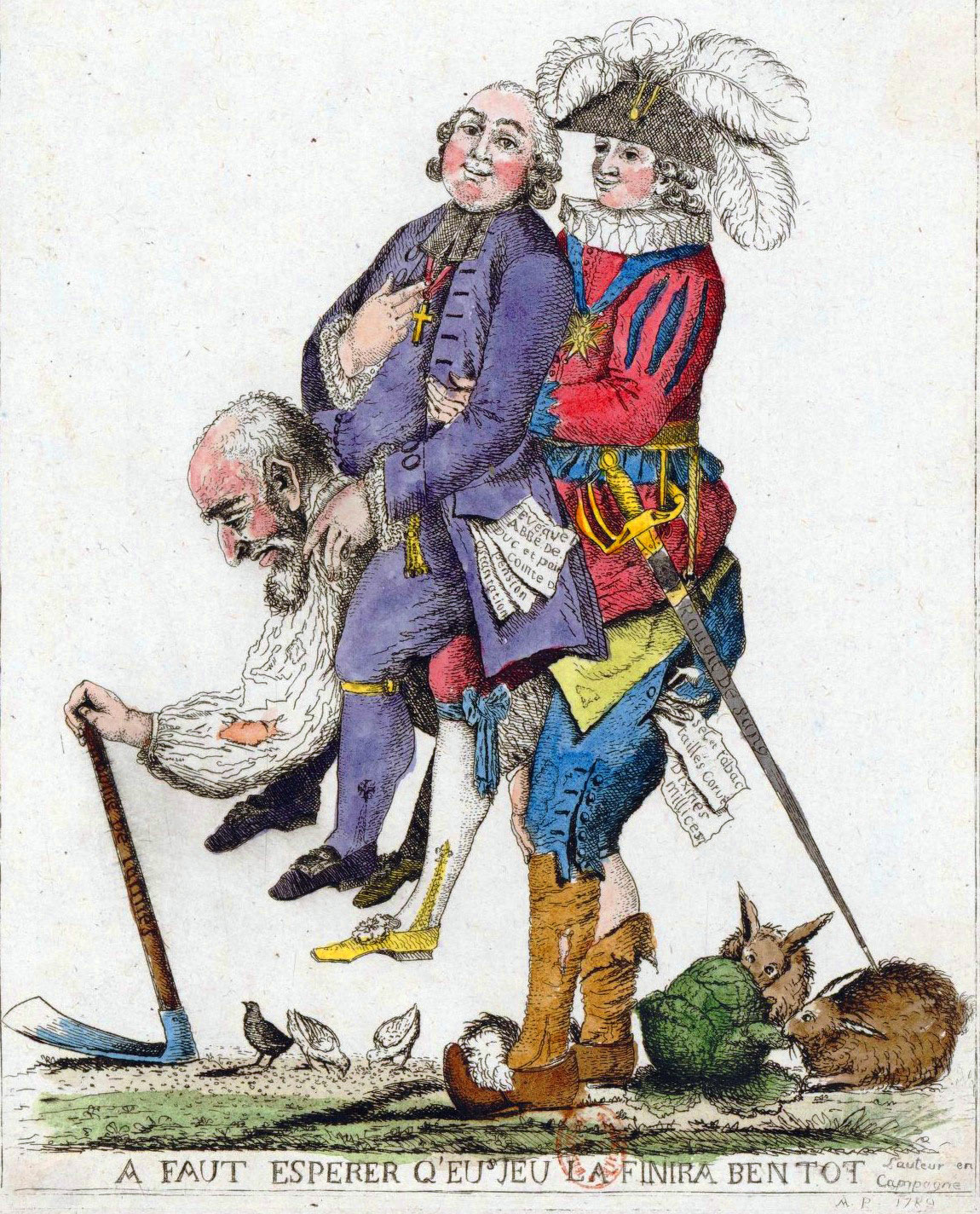
Grabado propagandístico del Tercer Estado. Un labrador que representa al tiers état carga sobre sus espaldas a un clérigo y a un noble (los dos estamentos privilegiados). El pie de la imagen dice: «A faut esperer qu'eu jeu la finira ben tot» ('Debemos esperar que el juego termine pronto').

Como ha señalado George Rudé, desde el momento que se convocaron los Estados Generales, «la burguesía, o tiers état, dividida anteriormente entre los que apoyaban o se oponían a la reforma ministerial, se encontró ahora con que tenía que cerrar filas y presentar un programa propio», poniendo en evidencia que las «libertades» que reclamaban los Parlamentos y la nobleza no eran las mismas que las que las del tiers. En enero de 1789 un observador ginebrino, Jacques Mallet du Pan, señaló que «el debate público ha cambiado de signo»: el enfrentamiento del rey con los dos estamentos privilegiados se había transformado en «una guerra entre el Tercer Estado y los otros dos órdenes». Ya en diciembre de 1788 los príncipes de sangre habían redactado una memoria en la que denunciaban las campañas de prensa destinadas a conseguir la igualdad de derechos.
El Tercer Estado se organiza creando por todas partes comité de correspondencia que intercambian regularmente informaciones y difunde sus ideas por medio de panfletos y opúsculos, que con frecuencia incluyen grabados muy críticos con los dos estamentos privilegiados. Su alcance es muy variable, muchos son de ámbito puramente local, pero otros tienen un alcance nacional, siendo el más famoso y conocido Qu'est-ce que le Tiers-État? de Emmanuel-Joseph Sieyès, publicado en enero de 1789 y que en pocos días alcanza la cifra de 30 000 ejemplares vendidos. En el mismo Sieyès identifica al Tercer Estado con la nación, de la que queda excluido el «orden privilegiado»:

¿Qué es una nación? Un cuerpo de asociados que viven bajo una ley común y están representados por la misma legislatura.
¿No es evidente que la nobleza tiene privilegios, dispensas, incluso derechos separados de los del gran cuerpo de ciudadanos? Por esto mismo sale de la ley común, y por ello sus derechos civiles lo constituyen en pueblo aparte dentro de la gran nación...
Respecto a sus derechos políticos, también los ejerce separadamente. Tiene sus representantes que no están encargados en absoluto por procuración de los pueblos. El cuerpo de sus diputados se reúne aparte. Pero aun cuando se reuniera en una misma sala con los diputados de los simples ciudadanos, no es menos verdad que su representación es distinta por esencia y separada. Es ajena a la nación por principio, puesto que su misión no emana del pueblo, y por su objeto, puesto que consiste en defender no el interés general, sino el particular.
El Tercer Estado abarca todo lo que pertenece a la nación y todo lo que no es el Tercer Estado no puede contemplarse como representante de la nación. ¿Qué es el Tercer Estado? Todo.

Aunque tuvo menor repercusión que el de Sieyés, otro opúsculo que consiguió bastante difusión fue Ave et le crédo du tiers-état escrito por un roturier (término con el que designaba a los no nobles) de Anjou y que concluía con una adaptación del Credo cristiano:

Creo en la igualdad que Dios Todopoderoso, creador del cielo y de la tierra, ha establecido entre los hombres; creo en la libertad que fue concedida por el coraje y nacida de la magnanimidad; que sufrió bajo Brienne y Lamoignon, fue crucificada, muerta y sepultada, y descendió a los infiernos; que pronto resucitará, aparecerá en plena Francia, y se sentará a la diestra de la Nación, desde donde juzgará al tercer estado y a la nobleza.
Creo en el Rey, en el poder legislativo del Pueblo, en la Asamblea de los Estados Generales, en la más justa distribución de los impuestos, en la resurrección de nuestros derechos y en la vida eterna. Amén.

La «guerra entre el Tercer Estado y los otros dos órdenes», de la que hablaba Mallet du Pan, tuvo su primera manifestación violenta en la Journée des bricoles del 26 y 27 de enero de 1789. En Rennes, capital de Bretaña, se enfrentaron secuaces de la nobleza bretona y jóvenes del Tercer Estado, en su mayoría estudiantes encabezados por Jean Victor Marie Moreau, y el balance final fueron decenas de heridos de los dos bandos y dos muertos, del lado aristocrático. Como ha señalado el historiador francés Roger Dupuy, en Rennes se rompe definitivamente el consenso alcanzado entre la nobleza y la burguesía tras la Journée des Tuiles de Grenoble del 7 de junio de 1788 para hacer frente al «despotismo ministerial». «La revolución radical, la que opone a la nobleza y al tiers état, sin duda comenzó en Bretaña», concluye Dupuy. No es casualidad, recuerda Dupuy, que cuando en mayo se reúnen en Versalles los Estados Generales el grupo de diputados del Tercer Estado más activo y radical es el bretón. Y el «club bretón» constituirá el núcleo originario de los jacobinos.

### Elecciones a los Estados Generales y revueltas populares (febrero-abril de 1789)
La publicación del reglamento del 24 de enero de 1789 abrió la «campaña electoral» que durará hasta mayo. Como ha señalado Michel Péronnet, «durante cuatro meses, en toda Francia, de la parroquia a la bailía general, se debatirán los problemas políticos, sociales, económicos, religiosos y se propondrán sus remedios. La campaña electoral y los cuadernos de quejas obligan a los hombres a reflexionar sobre los problemas de su vida y de su sociedad. La campaña electoral desempeña un papel determinante en la formación de la opinión nacional».
Uno de los cauces principales para el debate y la participación política son los clubes políticos, prohibidos por el Parlamento de París en agosto de 1787 pero que se han ido reconstituyendo. Uno de los más famosos se reúne en el Palais-Royal de París, bajo la presidencia del duque de Orleans que aspira a ocupar el trono y apoya al tiers état. En los clubes también se leen los innumerables panfletos y opúsculos que se publican durante esos meses, como el Qu'est-ce que le tiers état? de Sieyès.
La «campaña electoral» coincide con una aguda crisis de subsistencias provocada por la mala cosecha del año anterior, por lo que se ve jalonada por numerosas revueltas en protesta por el progresivo encarecimiento del precio del pan (los almacenes de harina y los hornos son saqueados) y que a menudo revisten un carácter antifiscal (en protesta por la gabela de la sal: los almacenes de sal son asaltados) y en el campo un carácter antiseñorial y anticlerical (los campesinos se niegan a pagar el charmpart, la parte de la cosecha que le corresponde al señor, y el diezmo). Se calcula que se produjeron unas 400 revueltas causadas por el temor a la carestía de grano y regiones enteras como Normandía, el Mâconnais, Haute-Saône o el Hainaut se ven afectadas. El gobierno reprime con dureza estas revueltas, urbanas y rurales, enviando destacamentos del ejército.
Michel Péronnet ha señalado que «el temor a un complot de los "acaparadores", es decir de los especuladores que acopian el grano y aguardan el alza de los precios o, según la mentalidad popular, la crean, comienza a extenderse por el país», estableciéndose «una vinculación entre la acusación de acaparamiento y la pertenencia a los grupos privilegiados: se pone en marcha el mecanismo mental del complot aristocrático. En los ambientes populares se toma conciencia de que los privilegiados se encuentran amenazados en su preponderancia social y se piensa que acaparan los granos para provocar el hambre del pueblo y de esta manera debilitar su resistencia política. En esas condiciones, el pueblo afirma su derecho a defenderse y su "voluntad punitiva" se manifiesta en una serie de revueltas dirigidas contra la aristocracia».

## Períodos
La historia de la Revolución Francesa se suele dividir en tres períodos:
1. Monarquía Constitucional (1789-1792). Se caracteriza por el desmantelamiento del ancien régime («noche del 4 de agosto de 1789») y el nacimiento de un nuevo régimen basado en el principio de que la soberanía residía en la nación, entendida como el conjunto de los antiguos súbditos del rey ahora convertidos en ciudadanos (tal como quedó proclamado en la Declaración de Derechos del Hombre y el Ciudadano). El nuevo régimen tomó la forma de monarquía constitucional (Constitución de 1791), siguiendo el modelo de la monarquía «limitada» británica surgida de la Revolución Gloriosa de 1688, pero fracasa por la oposición de la mayor parte de la nobleza francesa (emigrés) y del clero (refractarios) y del propio rey Luis XVI («fuga de Varennes»), además de por las divisiones surgidas entre los revolucionarios, que se llaman a sí mismos «patriotas»: feuillants, más moderados, defensores del sufragio censitario, frente a jacobinos, más radicales, defensores del sufragio universal. En este periodo se suelen distinguir dos etapas: la de Asamblea Nacional Constituyente (1789-1791) y la de la Asamblea Nacional Legislativa (1791-1792).
2. República radical (1792-1794). Tras la cáida de la monarquía en agosto de 1792, la Convención, elegida por sufragio universal (masculino), proclama la República el 22 de septiembre. Los jacobinos encabezados por Maximilien Robespierre son el grupo político dominante (integrado en La Montaña) que ante la amenaza exterior (guerra de la Primera Coalición) e interior (Guerra de la Vendée, insurrecciones federalistas) establecen «El Terror» para «salvar la Revolución» (varios miles de «sospechosos» son ejecutados, entre ellos el rey Luis XVI y la reina María Antonieta, junto con arístócratas y miembros del clero refractario, así como los líderes de los girondinos, de los «indulgentes», de los enragés y de los hebertistas), dejando en suspenso la Constitución del Año I y sin efecto la Declaración de los Derechos del Hombre y del Ciudadano de 1793. Los jacobinos se apoyan en el movimiento de los sans culottes, aunque este defiende fórmulas de democracia directa como el mandato imperativo. La etapa se cierra con la caída de Robespierre el 9 de Termidor del Año II (27 de julio de 1794) que da paso a la «reacción termidoriana».
3. República conservadora (1794-1799). La etapa se caracteriza por el intento de los sectores «moderados» de la Revolución (termidorianos) de dar estabilidad al nuevo régimen, eliminando tanto la «amenaza jacobina» y sans-culotte (por la izquierda) como la «amenaza aristocrática» (por la derecha). Para ello aprueban la Constitución del Año III (1795) que vuelve a implantar el sufragio censitario, establece un gobierno colegiado de cinco miembros denominado Directorio y dos cámaras legislativas, el Consejo de los Ancianos (una especie de Senado) y el Consejo de los Quinientos (inspirado en la Boulé ateniense). Sin embargo, el proyecto de «estabilización» no se consolida y los propios termidorianos recurren al prestigioso general Napoleón Bonaparte para que mediante el golpe de Estado del 18 de brumario (9 de noviembre de 1799) ponga fin a la República dando paso al Consulado (en 1804 convertido en el Imperio; Napoleón es coronado «emperador de los franceses» el 2 de diciembre).

## La Asamblea Nacional Constituyente (1789-1791)

### Reunión de los Estados Generales (mayo-julio de 1789)

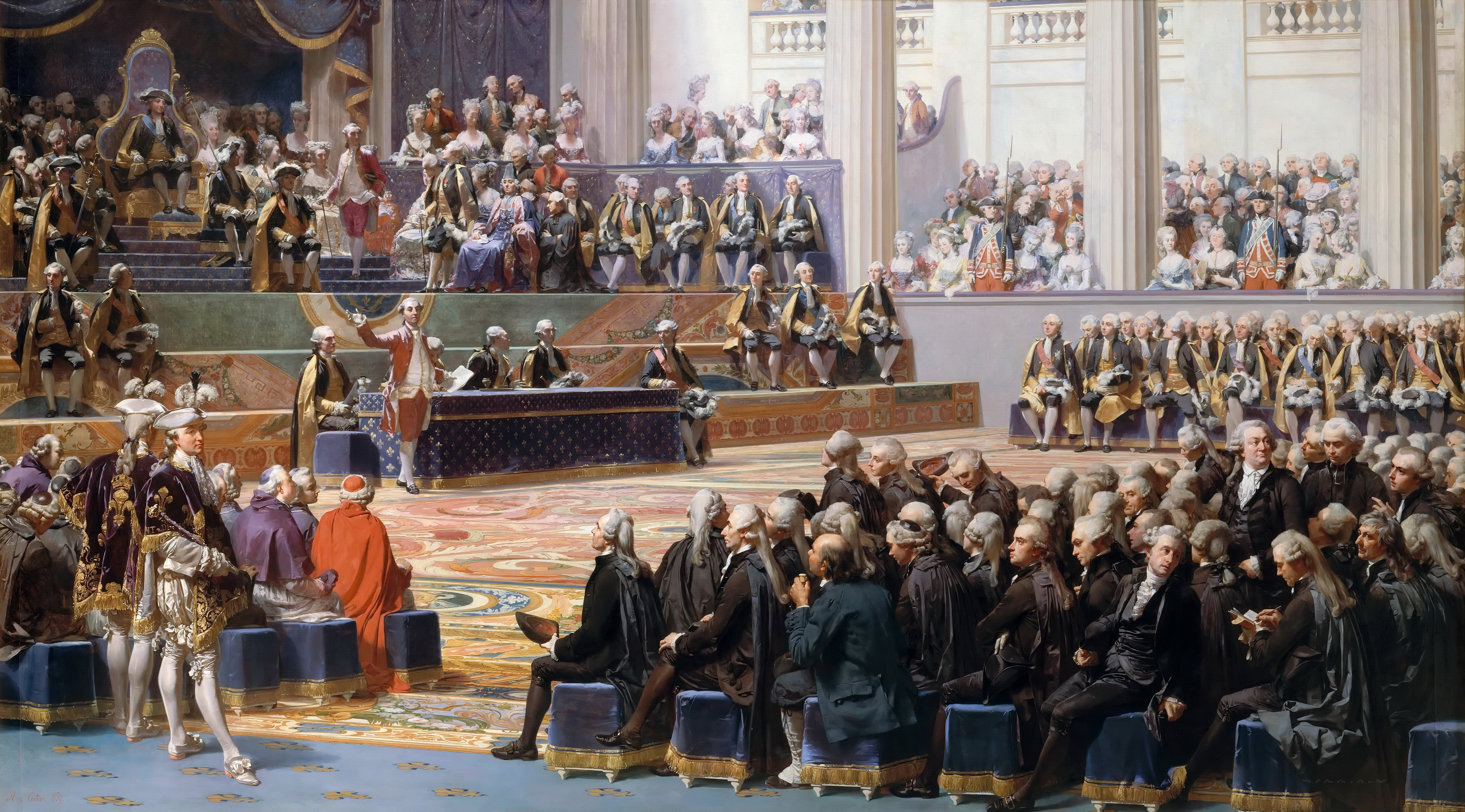
Cuadro de Auguste Couder de 1839 que representa la sesión de apertura de los Estados Generales. Abajo a la derecha los diputados del Tercer Estado vestidos de negro; a la izquierda los del clero y al fondo a la derecha los de la nobleza. Escoge el momento en que Jacques Necker presenta su informe, sin que haga mención al «voto por cabeza», lo que causa una enorme decepción en el tiers état. Arriba a la izquierda Luis XVI sentado en su trono, presidiendo el acto.

El 5 de mayo se celebraba la sesión de apertura de los Estados Generales presidida por el rey Luis XVI. En el discurso real dirigido a los representantes de los tres estamentos se vuelve a insistir en el motivo fundamental de la convocatoria («la deuda del Estado») y se advierte contra «un deseo exagerado de innovaciones»: 

La deuda del Estado, ya inmensa en mi advenimiento al trono, se ha acrecentado todavía más bajo mi reinado: una guerra dispendiosa, pero honorable, ha sido la causa: la elevación de los impuestos ha sido la consecuencia necesaria, y ha hecho notoria su desigual repartición. [...] Una inquietud general, un deseo exagerado de innovaciones, se ha adueñado de los espíritus, y acabarán por extraviar totalmente las opiniones si no nos apresuramos a contenerlo por una reunión de entendimientos sabios y moderados.

Tras la sesión de apertura el Tercer Estado pidió la reunión conjunta de los tres órdenes, a lo que la nobleza y el clero se negaron apoyándose en la tradición que establecía la deliberación separada. Lo que pretendía el Tercer Estado era forzar al clero y a la nobleza a que aceptaran el voto por diputado y no por estamento, lo que siempre hubiera dado la mayoría a los otros dos órdenes en contra del Tercer Estado —dos votos contra uno—. Por el contrario, si el voto fuera «por cabeza» la victoria sería para el Tercer Estado ya que éste contaba con dos diputados por cada distrito frente a uno de la nobleza y uno del clero, y además podía recibir el apoyo del sector «ilustrado» de la nobleza y del clero. Sin embargo el rey se puso del lado del clero y la nobleza y rechazó el voto «por cabeza».

El Juramento del Juego de Pelota, obra de Jacques-Louis David.

La reacción del Tercer Estado fue la de reunirse por separado y el 16 de junio autoproclamarse «Asamblea Nacional». Tres días después el estamento del clero cede y decide unirse al tercer estado por 149 votos contra 137 —entre el 13 y el 16 de junio ya se habían incorporado diecinueve miembros de ese estamento—. Entonces el rey anuncia la celebración de una sesión conjunta presidida por él para el día 23 y ordena cerrar la sala donde se reúnen el Tercer Estado y el clero, pero la autoproclamada «Asamblea Nacional», desafiando abiertamente la autoridad del monarca, se traslada a otra sala cercana destinada al juego de pelota (jeu de paume) y allí sus miembros prestan el juramento solemne «de no separarse nunca y de unirse en el momento en que las circunstancias lo exijan hasta que la constitución del reino esté establecida y cimentada sobre sólidas bases». Era el famoso «Juramento del Juego de Pelota» del 20 de junio de 1789.
El 23 de junio tiene lugar la anunciada sesión conjunta de los Estados Generales. El rey ordena a los diputados que se reúnan por separado, anula los acuerdos que habían tomado hasta ese momento y anuncia un programa de reformas en las que realiza una serie de concesiones (este «programa del 23 de junio» será el que defenderá en los años siguientes la «contrarrevolución» y el propio Luis XVI con ocasión de la «Huida de Varennes» de junio de 1791): competencia de los Estados Generales en materia fiscal, promesa del establecimiento de la igualdad ante el impuesto y de la libertad de prensa, creación de estados provinciales por toda Francia (pudiendo duplicar los diputados del Tercer Estado) y la reforma de la justicia (supresión de las lettres de cachet y de la tortura). Pero Luis XVI manifiesta su firme propósito de mantener la «sociedad de órdenes» y acaba su discurso con un tono amenazador: «Si me abandonáis en esta empresa tan hermosa, aunque solo, haré el bien de mis pueblos». Michel Péronnet comenta: Luis XVI «indica con gran nitidez los límites que no quiere franquear: si bien admite la existencia de una asamblea con competencia financiera apenas va más lejos. Por lo que se refiere al anuncio de la igualdad de todos ante el impuesto que hubiera podido suscitar el entusiasmo hacia 1787, aparece ya como muy desfasada respecto de las propuestas de la nobleza y el clero, que la habían admitido prácticamente todos ellos. Programa decepcionante... Discurso amenazador también ya que el rey anuncia su voluntad de controlar, por sí mismo, los acontecimientos...n».

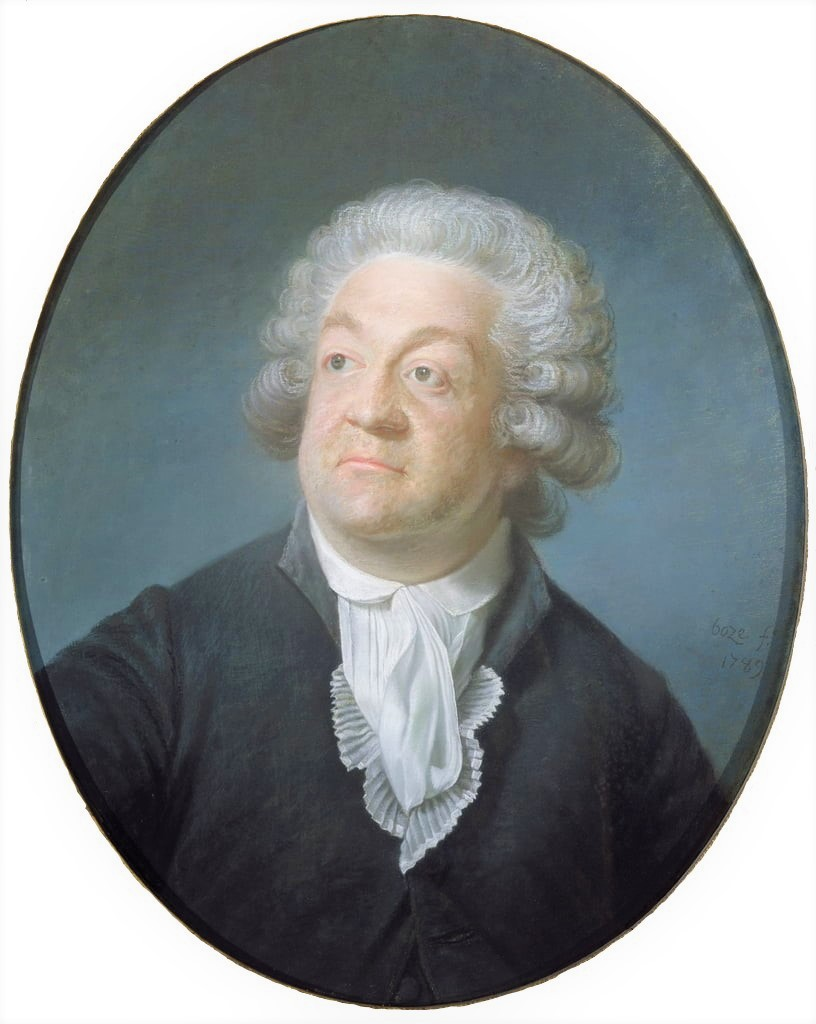
Retrato del conde de Mirabeau, uno de los líderes del Tercer Estado —a pesar de su condición de noble fue elegido dentro del tiers état—. A él le corresponde la famosa frase: «Estamos aquí por la voluntad del pueblo, y no saldremos más que por la fuerza de las bayonetas».

Tras el discurso del rey los diputados del Tercer Estado se niegan a abandonar la sala de sesiones. Es entonces cuando el conde de Mirabeau, diputado del tiers état pronuncia una frase que se hará célebre: «Estamos aquí por la voluntad del pueblo, y no saldremos más que por la fuerza de las bayonetas». Al día siguiente el clero, en consonancia con su voto del 19 de junio, acuerda unirse al Tercer Estado y 27 de junio Luis XVI ordena finalmente que la nobleza se una a los otros dos estamentos. Sin embargo, ya había ordenado —el 22 de junio, un día antes de su discurso ante los Estados Generales— que los regimientos que se encontraban en guarnición en el norte y en el este marcharan sobre París —el plan preveía que la concentración de las tropas se consumara los días 11 y 12 de julio—.
El 7 de julio la «Asamblea Nacional», ya formada por los tres estamentos, decide autoproclamarse «Constituyente» desafiando abiertamente el poder absoluto del rey. «El alcance de esta votación es considerable porque la asamblea se atribuye un poder que la hacer superior al monarca: el de redactar una constitución llamada a regular precisamente la organización de los poderes», comenta Péronnet. De hecho inmediatamente se forma una comisión encargada de preparar un borrador que presenta solo dos días después, el 9 de julio.

### Triunfo de la Revolución: la toma de la Bastilla (14 de julio de 1789)
El sábado 11 de julio, solo dos días después de que la «Asamblea Nacional» hubiera desafiado abiertamente el poder absoluto del rey al autoproclamarse «Constituyente», las tropas reales ya se encontraban concentradas en torno a París y Versalles —en total unos 20 000 hombres—. La «Asamblea Nacional» solicitó la retirada de las tropas, pero Luis XVI no hizo caso —¿aconsejado por su hermano el conde D'Artois?—, destituyó al ministro reformista Jacques Necker —partidario de llegar a un acuerdo y contrario al uso de la fuerza— y nombró un nuevo gobierno compuesto por hombres conocidos por la hostilidad a las nuevas ideas. Cuando en la mañana del domingo 12 de julio llegó la noticia a París el menu peuple y la burguesía reaccionaron para impedir que la «Asamblea Nacional Constituyente» fuese disuelta por la fuerza de las armas. Además se extendió el temor de que se quisiera someter a los parisinos por el hambre.

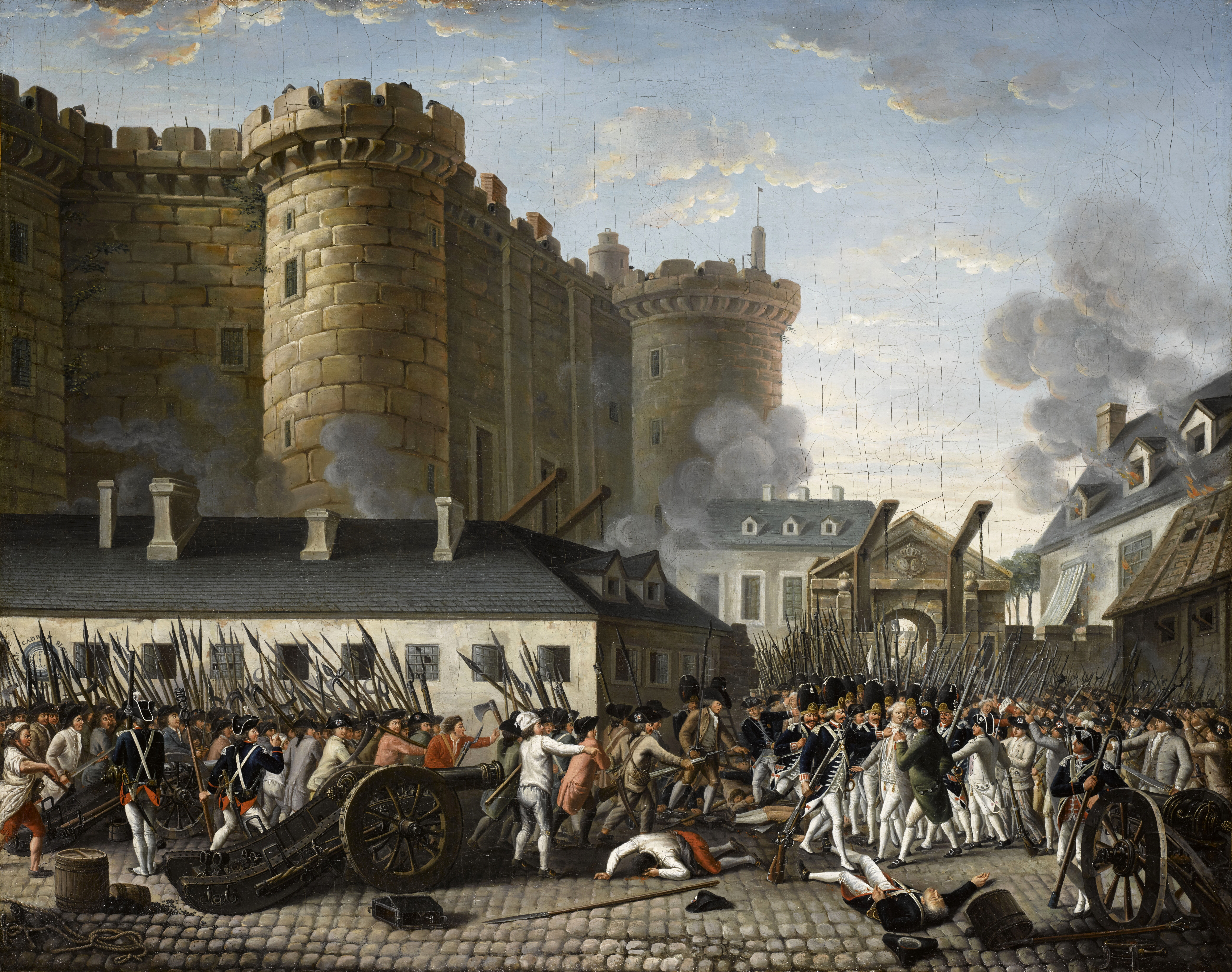
Pintura anónima que representa la toma de la Bastilla en el momento en que el gobernador Bernard de Launay es detenido por los asaltantes.

El lunes 13 se organiza una milicia formada por unos 48 000 hombres —el regimiento de los guardias franceses de guarnición en París se les unen— y en la mañana del día siguiente, martes 14 de julio, se dirige hacia la fortaleza y prisión real de la Bastilla, donde se ha concentrado el almacenamiento de la pólvora disponible en Paris. Se inician negociaciones con el gobernador de la fortaleza (defendida por unos sesenta hombres, algunos de ellos inválidos). A principios de la tarde un disparo, que no se sabe de dónde proviene, desencadena las hostilidades y cuatro horas después los sitiados se rinden (un centenar de los asaltantes han caído muertos). Cuando el gobernador Bernard de Launay era conducido al ayuntamiento es asesinado por la muchedumbre, así como el regidor de los comerciantes Jacques de Flesselles, sin que las tropas reales intervengan ya que sus jefes temen que se pasen del lado de los amotinados. Al día siguiente, miércoles 15 de julio, Luis XVI, al dudar de la fidelidad de las tropas que habrían de disparar sobre la multitud, las retira y vuelve a nombrar a Necker ministro. La revolución había triunfado y pronto se extenderá por toda Francia. El viernes 17 de julio el rey se desplaza a París y acepta recibir la nueva escarapela tricolor, emblema de los «patriotas», de manos del alcalde París Jean Sylvain Bailly, que acababa de ser nombrado por los revolucionarios.
Lo que había salvado al Tercer Estado había sido la intervención popular, cuya principal aspiración era sobre todo económica: mejorar su precaria situación motivada por la crisis de subsistencias de aquel verano que estaba provocando un gran aumento del precio del pan y de otros productos básicos. Así pues, en julio de 1789 había dos revoluciones en marcha, la de la burguesía (entre los diputados del Tercer Estado no había ningún campesino ni ningún artesano) que intentaba establecer una constitución que limitara los poderes del rey y garantizara los derechos de los ciudadanos, y la de las clases populares urbanas (el menu peuple) que aspiraba también a una mejora sustancial de sus duras condiciones de vida.

### El «Gran Miedo» y la «abolición del feudalismo» (del 20 de julio al 4 de agosto)

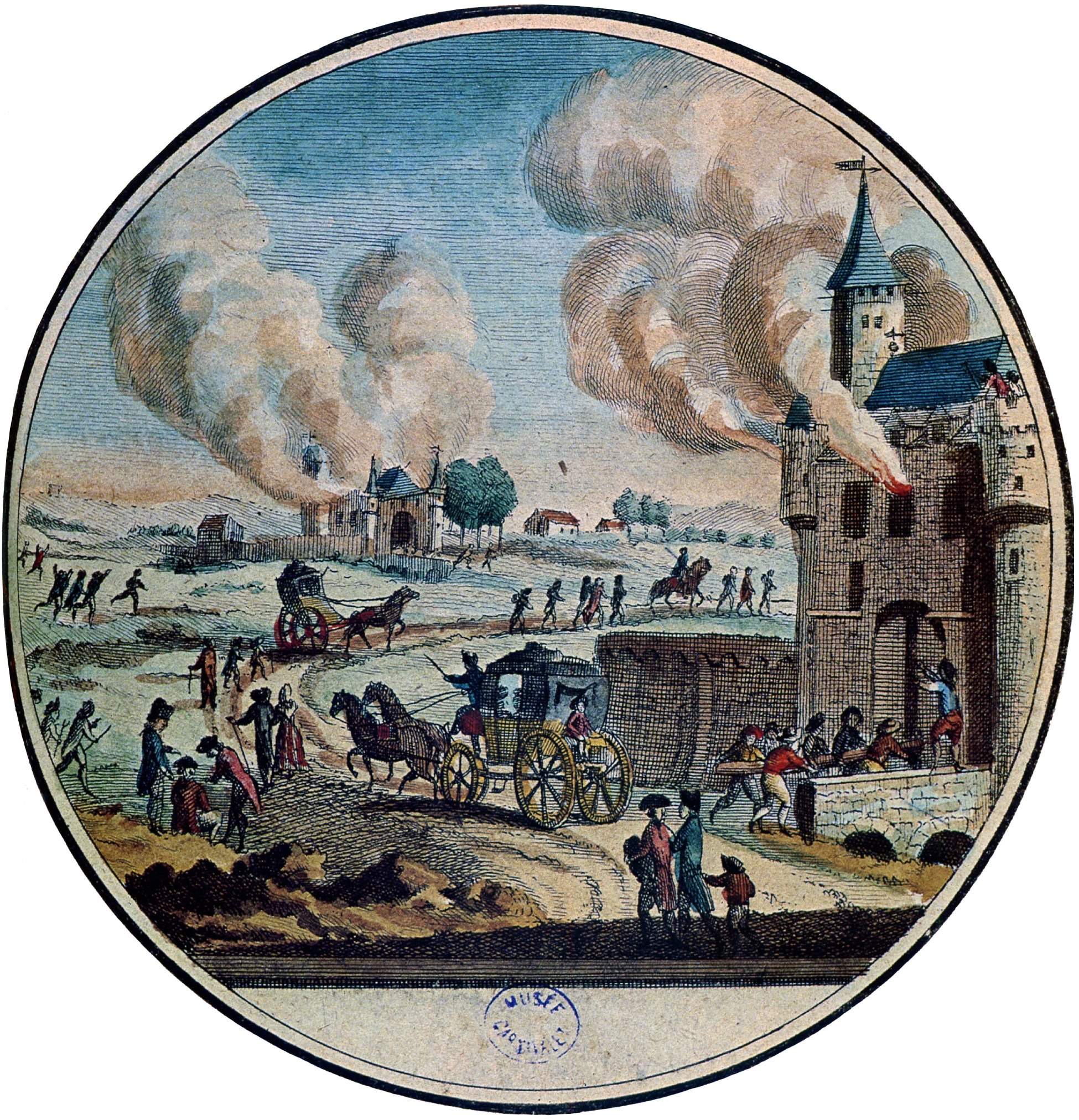
Grabado que representa la insurrección campesina conocida como el «Gran Miedo». Uno de sus objetivos fueron los castillos de los señores que fueron asaltados y destruidos sus archivos para eliminar los títulos de los derechos señoriales.

Como ha señalado Michel Péronnet, «a partir del 20 de julio, la noticia de los disturbios de París llega al campesinado y se superpone a los viejos temores: temor a perder la cosecha, miedo al señor, miedo al diezmero. Precisamente en ese momento, señores feudales o administradores de los señores, párrocos o sus representantes, comienzan a circular por los campos para percibir los diezmos y el champart [la parte de la cosecha que le corresponde al señor]; temor, por último, a los "bandidos" o al "extranjero", que siegan la mies». A finales de julio el que será conocido como el «Gran Miedo» (Grande Peur) se ha extendido por todas las zonas rurales de Francia. Se desatan revueltas campesinas en las que se mezcla el temor a los «bandidos» con el ataque a las «cargas feudales». Los castillos de los señores son asaltados y destruidos sus archivos, con el fin de eliminar los títulos de los derechos señoriales.
Para adoptar las medidas necesarias para restablecer el orden en el campo la Asamblea Nacional Constituyente celebró una reunión urgente la noche del 4 de agosto de 1789. El resultado de la misma fue la «abolición del feudalismo» y de los privilegios del clero y de la nobleza, así como de las aduanas interiores y de todo tipo de trabas que impidieran la libertad económica. Lo paradójico del caso fue que la iniciativa la tomaron dos miembros destacados de la nobleza que públicamente renunciaron a sus «privilegios» y a continuación hicieron lo mismo dos miembros del alto clero. Aún más paradójico resultó que cuando el Decreto que aprobó la Asamblea (promulgado el 11 de agosto) fue conocido por los campesinos fue rechazado con violencia, ya que, aunque los diezmos y ciertos «privilegios» simbólicos —derecho exclusivo del señor a la caza, a coronar su casa con una veleta, a tener un palomar, a ocupar un banco especial en la iglesia— habían sido suprimidos, los derechos señoriales se declaran rescatables por los «arrendatarios», bastando la presentación de títulos de propiedad por parte del señor.
Entonces se produjo la primera oleada de salidas de nobles de Francia, hartos, como escribió uno de ellos, de «escuchar los abucheos contra la nobleza y los gritos de Vive le tiers état». La encabezan el hermano menor del rey, el conde de Artois y sus primos el Príncipe de Condé y de Conti. Las primeras reformas de la Asamblea Nacional Constituyente provocarán nuevas salidas, no sólo de nobles, sino también de oficiales del ejército y de la marina, de funcionarios de los tribunales de justicia y de miembros del clero refractario. Todos ellos serán conocidos como los emigrés ('emigrados'), un término que pronto será sinónimo de «contrarrevolucionario».

### Declaración de los Derechos del Hombre y del Ciudadano (26 de agosto)

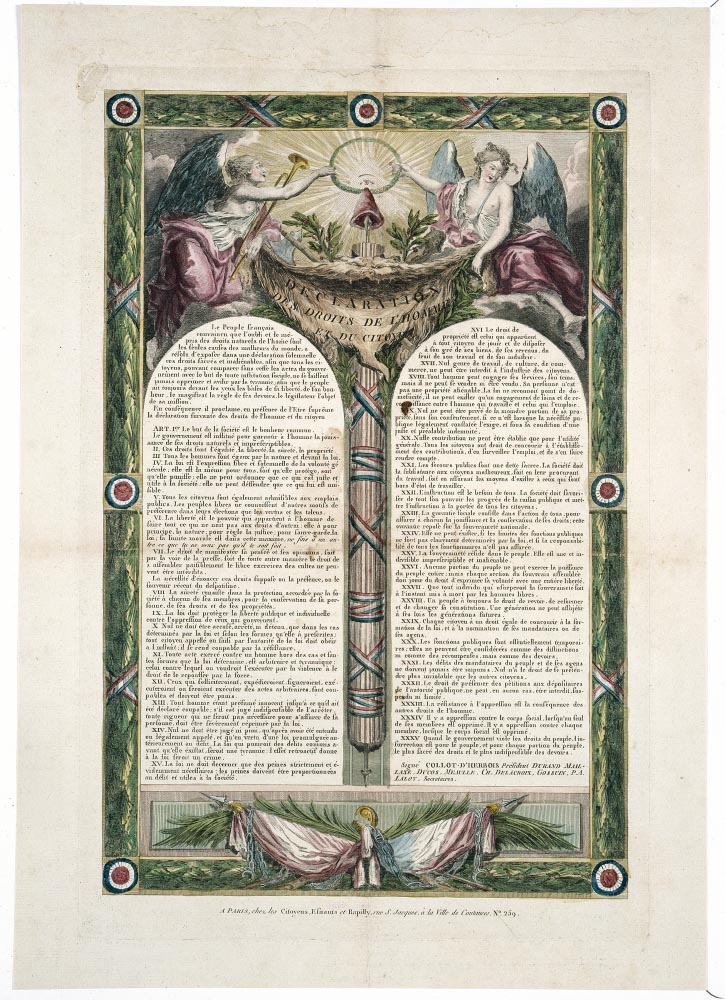
Declaración de los Derechos del Hombre y del Ciudadano.

Inmediatamente después de la «abolición del feudalismo» en la noche del 4 de agosto de 1789 se inició en la Asamblea Nacional Constituyente el debate sobre una declaración de los derechos del hombre y del ciudadano. Esta había había sido una de las peticiones más repetidas en los cahiers de doléances ('Cuadernos de quejas') redactados durante las elecciones a los Estados Generales, y no sólo en los elaborados por el Tercer Estado, sino también en algunos de la nobleza, como la de Béziers en cuyo cuaderno se reclamaba «que la asamblea se ocupe... de la redacción de los derechos del hombre y del ciudadano... que servirá de base para todas las leyes, tanto políticas como civiles...». De hecho un primer proyecto de declaración ya fue presentado por el comité de constitución el 9 de julio. El 26 de agosto fue cuando la Asamblea aprobó la Declaración de Derechos del Hombre y del Ciudadano, que comprende un preámbulo y 17 artículos.
La Declaración contiene los principios en los cuales se basará el «nuevo régimen» que sustituye al ancien régime que los revolucionarios han abolido. Estos principios son:
1. La igualdad jurídica (definida en el artículo 6), que incluye la igualdad ante el impuesto (Art. 13). Sin embargo, la igualdad jurídica entre hombres y mujeres no fue reconocida; un hecho que fue denunciado por Olympe de Gouges, una escritora de obras de teatro, que en 1791 redactó una Declaración de los Derechos de la Mujer y de la Ciudadana, que fue rechazada.
2. La libertad (definida en el artículo 4), que incluye la libertad de opinión o de conciencia (Art. 10) y la libertad de imprenta (Art. 11)
3. La propiedad (definida en el artículo 17)
4. La seguridad o imperio de la ley (definidos en el artículo 5), que incluye la acusación y detención según la ley (Art. 7), el principio de legalidad y de no retroactividad de la ley (Art. 8) y la presunción de inocencia    (Art. 9)
5. La resistencia a la opresión (mencionada en el artículo 2, pero no desarrollada en ningún artículo posterior)
6. La soberanía nacional (definida en el artículo 3), que incluye el establecimiento de una «fuerza pública para beneficio de todos» (Art. 12), el derecho de control sobre las finanzas públicas (Art. 14) y el derecho de control sobre la Administración (Art. 15)
7. La Constitución, con la garantía de los derechos y la separación de poderes (Art. 16)

En el análisis que ha hecho de la Declaración Michel Péronnet ha señado que «pueden distinguirse tres lecturas en el texto. Una lectura negativa y relativa al pasado: la declaración destruye precisamente toda la apoyatura política y social del antiguo régimen; por ejemplo, el artículo 2 señala: "Ningún cuerpo, ningún individuo puede ejercer la autoridad que no emane expresamente de la nación". [...] Se comprende también en un sentido positivo relativo a la actualidad; los constituyentes definen un marco general en el que entienden actuar y fijan las bases de un nuevo régimen, que reconoce a cada hombre unos "derechos naturales, inalienables y sagrados"; estos derechos son: "la libertad, la propiedad, la seguridad y la resistencia frente a la opresión". [...] Finalmente, la Declaración de los derechos prepara el porvenir: con ella la asamblea se otorga un verdadero programa legislativo; plantea unos principios que es necesario trasladar a la realidad». Péronnet concluye: «Texto de circunstancia, programa legislativo, definición de principios "sagrados y naturales", superiores a los hombres y a los gobiernos, válidos en todas partes y para siempre, la Declaración de los derechos es todo eso a la vez».
La declaración, sin embargo, excluyó a las mujeres en su consideración de ciudadanas y se olvidó de ellas en su proyecto igualitario. Dos años más tarde la activista política Olympe de Gouges escribió la Declaración de los Derechos de la Mujer y la Ciudadana (1793), que se convirtió en uno de los primeros documentos históricos que plantea la equiparación jurídica y legal de las mujeres en relación con los varones.

### Debate sobre el veto del rey y «Marcha sobre Versalles» (del 11 de septiembre al 5-6 de octubre)

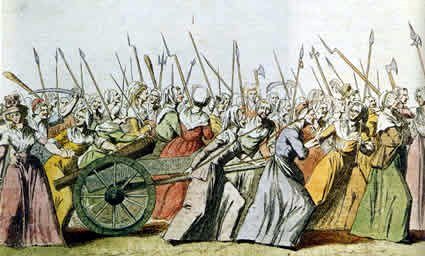
Grabado de la época que representa la «Marcha sobre Versalles» encabezada por las mujeres de París.

Tras la aprobación de los Decretos del 11 de agosto («abolición del feudalismo») y del 26 (Declaración de los Derechos del Hombre y del Ciudadano) se abre el debate en el seno de la Asamblea sobre el derecho de veto del rey, ya que este no ha firmado ninguno de los dos decretos y su sanción es imprescindible para que entren en vigor. El 11 de septiembre se celebra la votación: el presidente de la Asamblea pide que se sitúen a su derecha los diputados partidarios del veto absoluto y a su izquierda los defensores del veto suspensivo (el rey solo podrá vetar una ley o decreto aprobado por la Asamblea durante una legislatura; pasado ese tiempo, si la Asamblea la ratifica entraría en vigor). Ganan la votación los diputados situados a la izquierda del presidente: se le reconoce al rey un derecho de veto suspensivo sobre las leyes. Nace entonces la diferenciación dentro del espectro político entre la derecha (conservadores) y la izquierda (progresistas).
Tras el reconocimiento del derecho de veto suspensivo Luis XVI sanciona varios decretos pendientes pero comunica a la Asamblea mediante una carta leída el 5 de octubre que de momento no piensa firmar los dos decretos principales: ni el del 11 de agosto, ni el del 26. Ese mismo día estalla un tumulto en los mercados de París, protagonizado por las mujeres que protestan por el aumento de los precios, especialmente del pan, que ha vuelto a alcanzar los niveles de la primavera en plena crisis de subsistencias. Pronto se transforma en una revuelta política cuando se extiende la sospecha de que el rey está reuniendo tropas fieles —se ha conocido que durante un banquete ofrecido por Luis XVI a los oficiales del Regimiento de Flandes algunos de ellos han lanzado gritos en contra de los diputados y contra los habitantes de París; en plena «orgía» han arrancado la escarapela tricolor de los sombreros, la han tirada al suelo y la han pisoteada—. Ese mismo día del 5 de octubre se difunde la consigna «¡Sanción de los decretos! ¡El reya París!» y por la tarde una muchedumbre, encabezada por las mujeres, llega a Versalles, obligando a Luis XVI a firmar los decretos. Al día siguiente por la mañana el Palacio de Versalles es invadido y los guardias personales del rey son asesinados ante la misma cámara de la reina. Finalmente el rey acepta abandonar el Palacio y fijar su residencia en París. Muchas mujeres están convencidas de que de la presencia de la familia real en la ciudad facilitará el abastecimiento. La Asamblea también se traslada a París. Los diputados «patriotas» (que se han situado a la izquierda del presidente) esperan que el rey por fin acepte las reformas.

### Nacionalización de los bienes del clero y creación del asignado (noviembre de 1789 - octubre de 1790)

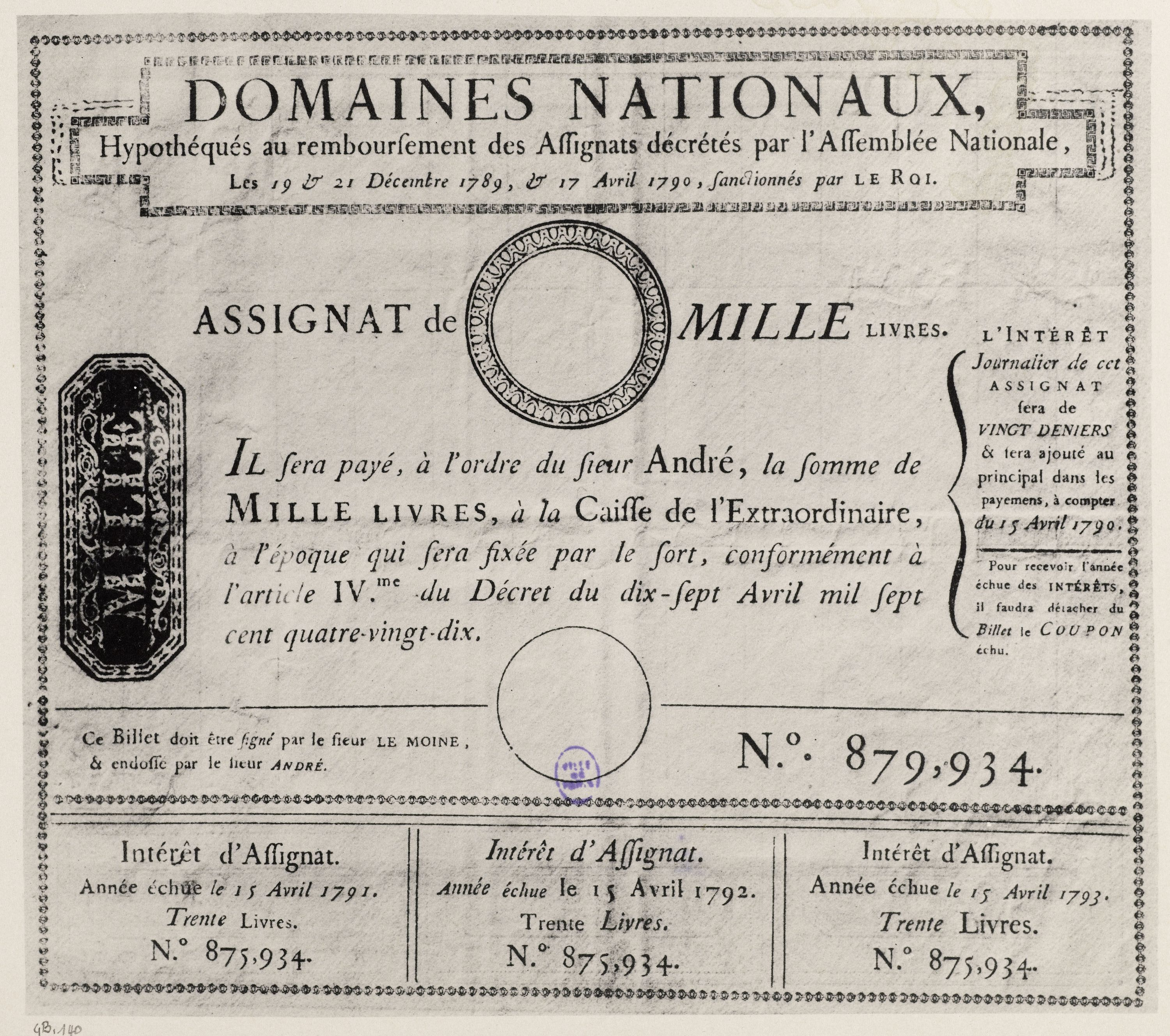
Asignado de 1000 livres.

La Asamblea Nacional Constituyente tuvo que hacer frente al gravísimo problema del déficit de la Hacienda real que precisamente había sido el motivo principal de la convocatoria de los Estados Generales y que se había visto incrementado por algunas de las reformas que había aprobado, en especial la indemnización de los funcionarios suprimidos que suponían unos 630 millones de livres, y que se había intentado solventar, sin éxito, con el recurso a los empréstitos y a la apelación a una «contribución patriótica». Además durante estos primeros meses de la revolución los impuestos no estaban siendo satisfechos.
El 2 de noviembre de 1789, a propuesta de Talleyrand, obispo de Autun, la Asamblea acordó que los «bienes del clero pasen a disposición de la nación» (quedando a cargo de ésta la retribución del clero y los gastos del culto, teniendo en cuenta además que el diezmo y los beneficios de «pie de altar» habían sido suprimidos la noche del 4 de agosto de 1789). Como poner en venta a la vez la totalidad de estos bienes (cuyo valor se estima en unos 3000 millones de livres) haría caer su precio, se decide amortizar la deuda con la emisión de un billete cuyo valor esté garantizado por estos bienes, por lo que será conocido como asignado (assignat): se dice que «el billete está asignado sobre los bienes del clero». La primera emisión, garantizada sobre 400 millones de bienes del clero, comprende billetes de un alto valor, 1000 livres, con un interés anual del 5% (a pagar por la Caja del Extraordinario).
A mediados de abril los bienes del clero, embargados, son declarados «bienes nacionales» (domaines nationaux) y el 4 de mayo la Asamblea da el paso definitivo y aprueba una ley que organiza el sistema de venta de una parte ellos —que más adelante extenderá a la totalidad—. Los municipios quedan encargados de realizar las subastas públicas en las que los adquirientes podrán escalonar los pagos a lo largo de doce años tras una entrega al contado entre un 10 y un 30 por cien de su valor (el dinero así obtenido será ingresado en la Caja del Extraordinario encargada de la gestión de la deuda y del asignado). Por su parte, los aristócratas (el nombre que dan los revolucionarios a los que propugnan la vuelta al ancien régime) inician entonces una campaña para disuadir a los católicos franceses a que participen en el «expolio» de los bienes de la Iglesia y se oponen radicalmente a los asignados.

#### La escalada inflacionista (en asignados)
Tras reducir el interés del asignado del 5 al 3 por 100, la Asamblea decide el 27 de septiembre de 1790 una emisión de 800 millones y dos días antes su curso forzoso (por su valor nominal), con lo que el asignado se convierte en papel moneda. A continuación se ponen en circulación billetes de menor valor que los de 1000 livres iniciales (de 50 livres el 8 de octubre, al que seguirán los de 5 livres en mayo del año siguiente). La inyección de una masa tan enorme de papel-moneda desencadenará un agudo movimiento inflacionista y una rápida depreciación del asignado, además de provocar la escasez de la moneda metálica que es acaparada (siguiendo el principio de «la mala moneda expulsa a la buena»). Como las emisiones de asignados continuarán la escalada inflacionista se agravará hasta el punto de que los productos tendrán un doble precio, según se paguen con asignados o con moneda metálica (mientras que los precios en moneda metálica se mantendrán más o menos estables, los precios en asignados alcanzarán niveles desorbitados).

### Constitución civil del clero: «refractarios» frente a «constitucionales» (julio de 1790 - marzo de 1791)

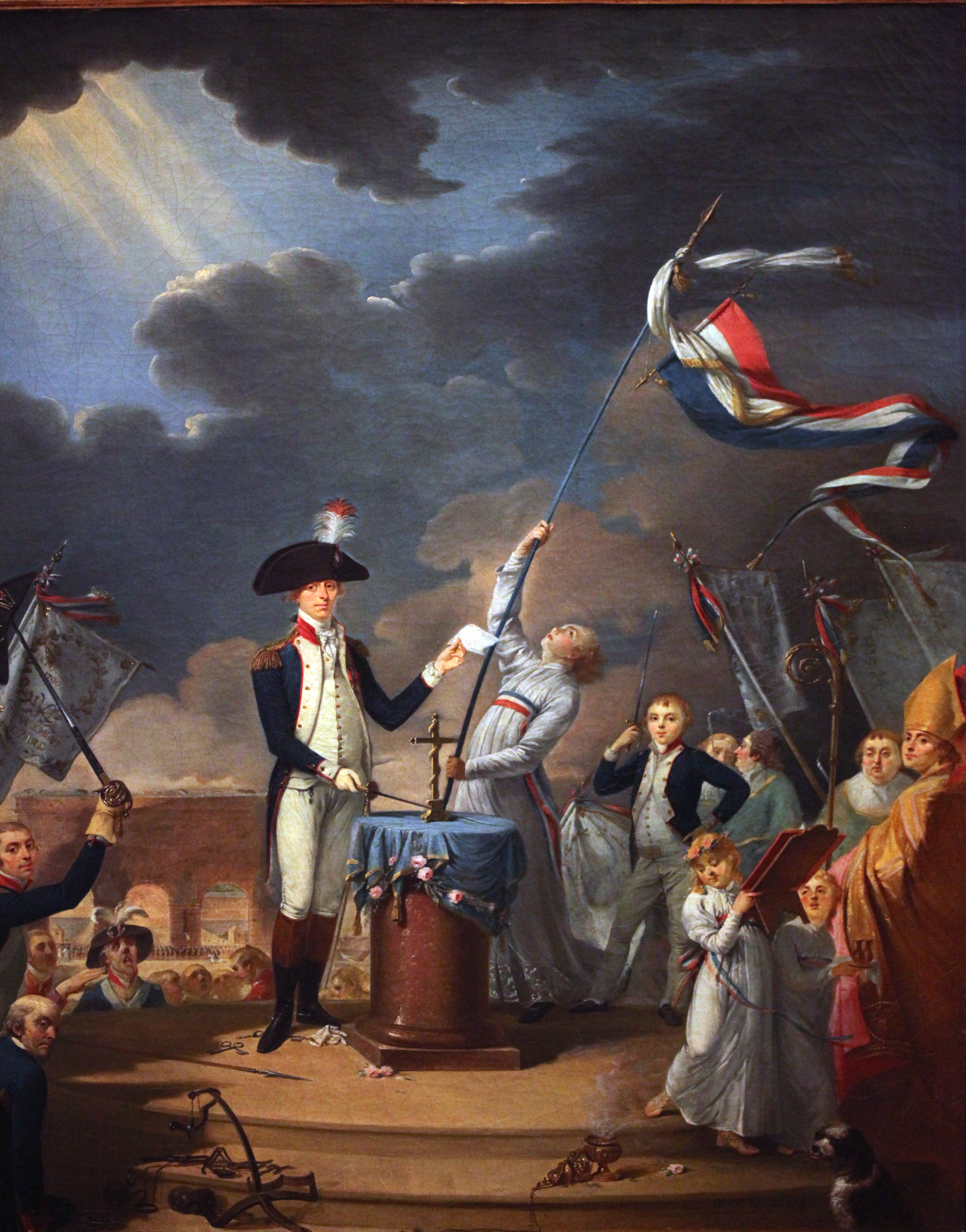
Cuadro que representa el juramento de fidelidad a la «Nación, la Ley y el Rey» ante el Altar de la Patria en la Fiesta de la Federación celebrada el 14 de julio de 1790, primer aniversario de la Revolución, y presidida por el marqués de La Fayette, jefe de la Guardia Nacional. Dos días antes la Asamblea había aprobado la Constitución civil del clero. Uno de sus promotores había sido el obispo de Autun Talleyrand, que en el cuadro aparece a la derecha.

Tras la supresión del clero secular el 13 de febrero de 1790, lo que levantó las protestas de la Iglesia católica, la Asamblea Nacional Constituyente debatió la condición jurídica del clero secular partiendo de la consideración de sus miembros como «funcionarios públicos», al ser remunerados por el Estado ya que carecen de ingresos tras la supresión del diezmo y el «pie de altar» en la noche del 4 de agosto de 1789. Así, el 12 de julio se aprueba la Constitución civil del clero, sancionada por el rey el 24 de agosto. En la norma se establece que tanto obispos como párrocos sean designados por las asambleas electorales, debiendo probar los candidatos que son sacerdotes al menos desde hacía cinco años. También que el obispo esté asistido por un consejo episcopal designado por él mismo. Las elecciones se producirán conforme se vayan produciendo las vacantes. La primera elección tiene lugar inmediatamente después: se trata de la diócesis de Quimper cuyo obispo había fallecido.
Tanto párrocos como obispos dudan sobre si acatar la norma, especialmente los 47 obispos que han visto suprimidas sus diócesis al haberse hecho coincidir la división eclesiástica con la división administrativa en departamentos. Además prácticamente todos los obispos consideran que el consejo episcopal establecido es contrario al derecho canónico, por lo que se dirigen al papa para pedir su opinión. Como respuesta la Asamblea decreta el 26 de noviembre que los párrocos y los obispos hagan el juramento de fidelidad a la «Nación, la Ley y el Rey» y que en caso de negarse sean considerados dimisionarios y su puesto sea ocupado mediante elección.
El proceso de reclamar el juramento comienza en enero de 1791 tras haber sido sancionado el decreto por el rey el 26 de diciembre. Solo cuatro obispos, los de Autun (Talleyrand), Orleans (Jarente), Sens (Loménie de Brienne) y Viviers (La Font de Savine), prestan juramento, mientras que el resto se niega a hacerlo. Muchos comienzan a abandonar Francia sumándose a la nobleza emigrada. En cuanto a los párrocos se estima que la mitad juraron —aunque se dieron situaciones muy dispares según las regiones—, pero muchos de ellos se retractarán cuando en marzo el papa Pío VI hace pública la condena de la Constitución civil del clero y también de la Declaración de los Derechos del Hombre y del Ciudadano, con lo que estaba rechazando la propia Revolución.
La consecuencia de todo ello fue la división del clero entre los que se han negado a hacer el juramento, por los que son conocidos como «refractarios», y los que sí lo hicieron o accedieron por elección ocupando los puestos vacantes, que fueron llamados «constitucionales». Aunque al principio convivieron —el «refractario» pudo utilizar la iglesia con el mismo derecho que el «constitucional»—, se produjo una fractura insalvable: los obispos emigrados condenaron a los «constitucionales» como «cismáticos e intrusos», mientras que los «refractarios» serían asimilados a los «contrarrevolucionarios». En el periodo siguiente la Asamblea Nacional Legislativa aprobará una norma que propone expulsar del reino a los «refractarios» si veinte ciudadanos activos los señalan como peligrosos.

### Libertad económica: Ley de Allarde y Ley de Le Chapelier (marzo-junio de 1791)
El 2 de marzo de 1791, la Ley de Allarde establece la libertad de producción al suprimir las corporaciones de oficios, los gremios y las cofradías, y también las manufacturas con privilegios. Su promotor, el ex-noble Pierre d'Allarde, dijo: «El alma del comercio es la industria [la actividad productiva], el alma de la industria es la libertad». Y añadió, todo hombre debe ser «libre de ejercer cualquier profesión, cualquier comercio, todo tipo de oficio, toda clase de acumulación de oficio y de comercio que le parezcan adecuadas a sus capacidades y talentos, y útiles para sus asuntos». Los maestros artesanos protestaron al verse privados de su monopolio.
La Ley de Allarde fue completada tres meses después por la Ley Le Chapelier que establecía la «libertad de trabajo» al prohibir las «coaliciones» obreras, las que en el siglo siguiente se llamarían sindicatos. Cuando fue aprobada el 14 de junio de 1791 en París estaban apareciendo las primeras sociedades obreras que reclamaban aumentos salariales y exigían del municipio una tarifa, salario mínimo que sería impuesto a los patronos. En el artículo 1 de la Ley se decía: «puesto que una de las bases de la Constitución francesa consiste en el aniquilamiento de todas las clases de corporaciones, queda prohibido restablecerlas de hecho, bajo cualquier pretexto y cualquier forma que sea». En el artículo 2 se prohibía a los ciudadanos de una misma profesión o condición «adoptar decisiones o deliberaciones, redactar reglamentos acerca de sus pretendidos intereses comunes». En el artículo 4, se declaraba que todo tipo de deliberación o acuerdo entre ciudadanos de una misma profesión «tendente a rechazar un convenio o a no conceder sino a un precio determinado el auxilio a su industria o de sus trabajos», es inconstitucional y atentatorio a la libertad y a la Declaración de Derechos, y en consecuencia de nulo efecto. «Toda clase de aglomeración compuesta de artesanos, obreros... o provocada por ellos contra el libre ejercicio de la industria y del trabajo serán consideradas como aglomeraciones sediciosas y tratadas como tales» (Art. 8). Como ha señalado Albert Soboul, «la libertad de trabajo ganaba sobre la libertad de asociación... Esto significaba poner a los obreros y a los oficiales artesanos a discreción de sus patronos, teóricamente sus iguales».
Para favorecer la libertad de comercio, ya decretada tras suprimirse las aduanas interiores, los peajes señoriales y todas las reglamentaciones que regulaban la circulación de los bienes, se había aprobado el 26 de mayo un sistema uniforme de pesos y medidas fundado «en la medida del meridiano y la división decimal», con dos unidades básicas: el metro y el gramo (el que sería conocido como el sistema métrico decimal).

### Fuga de Varennes, masacre del Campo de Marte y jura de la Constitución por Luis XVI (junio-septiembre de 1791)
Luis XVI nunca llegó a aceptar su nuevo papel de monarca constitucional y desde hacía tiempo venía manteniendo contactos secretos con los emigrés y con los soberanos absolutistas europeos, especialmente con el emperador austríaco José II, hermano de la reina María Antonieta. Y en el verano de 1791 tomó una iniciativa determinante en la evolución posterior de la Revolución: huir de incógnito de París.

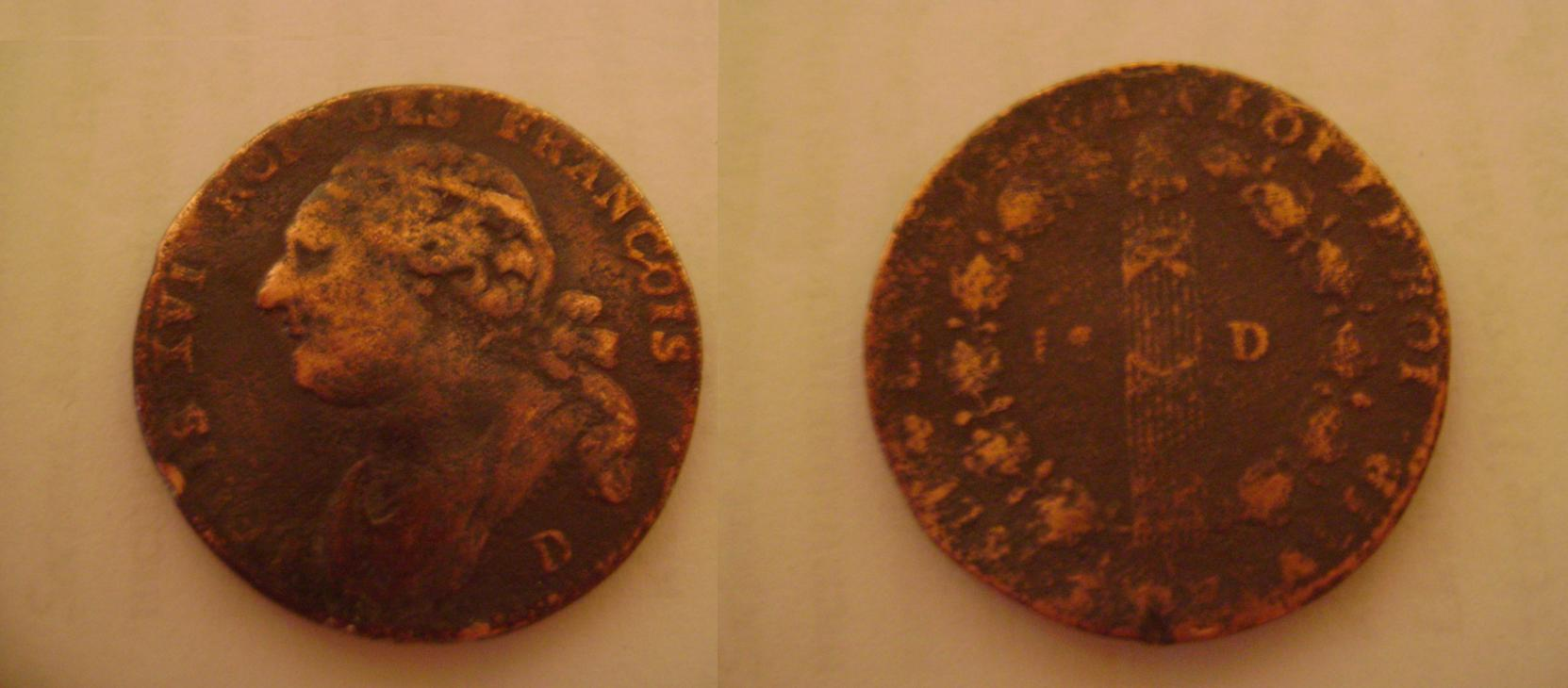
Moneda francesa de 1791. En el anverso aparece el rey Luis XVI con el epígrafe: «Luis XVI rey de los franceses». El reverso lleva un haz de lictor con un gorro frigio, símbolos de la Revolución, y la inscripción «la nación, la ley, el rey». Al parecer el rey fue reconocido en Varennes por el retrato que aparecía en esta moneda.

En la noche del 20 al 21 de junio el rey y la familia real disfrazados abandonan el Palacio de las Tullerías en dos carruajes. Su objetivo es alcanzar la frontera del Norte donde les esperan militares leales. Pero en la localidad de Varennes, donde los fugados paran para descansar, el rey es reconocido y detenido y la familia real es obligada a volver a París. La que será conocida como la «fuga de Varennes» abre una grave crisis política.

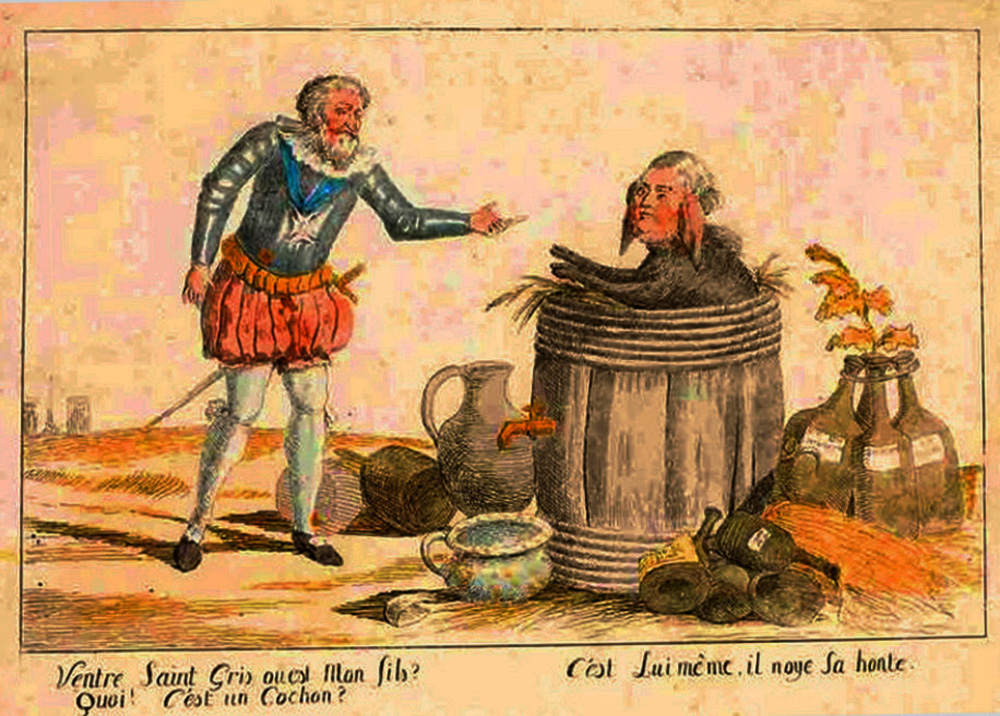
Caricatura de Luis XVI como «roi-cochon» ('rey cerdo') publicada tras la fuga de Varennes. Enrique IV, modelo de buen rey, dice: «Ventre Saint-Gris, ¿dónde está mi hijo? ¡Qué! ¿Es un cerdo?». Luis XVI con cuerpo de cerdo dentro de un barril lleno de paja (el grifo es una alusión a la impotencia del rey) le contesta: «Es él mismo, está ahogando su vergüenza». De esta forma el soberano de derecho divino, inviolable y sagrado, ha sido reducido a un animal destinado a ser sangrado por el carnicero. Esta desacralización del rey, animalizado, hará posible su muerte real.

En la Asamblea se discute qué hacer con el rey y el 13 de julio adopta la tesis de que el rey no se ha fugado sino que ha sido «raptado» por el general François Claude de Bouillé, el militar que había organizado la escolta del rey en cuanto este llegara a las Ardenas, quien se presta al juego, publica un manifiesto en este sentido y emigra. Las sociedades populares, sobre todo los miembros del club de los Cordeliers, se movilizan —los jacobinos se encuentran divididos— y en la mañana del 17 de julio, depositan una petición en favor de la destitución del rey y la proclamación de la República en el «altar de la patria» en el Campo de Marte. Durante ese día los ciudadanos de París acuden a firmar pero al atardecer, la guardia nacional, a la que han lanzado piedras, comienza a disparar causando cincuenta víctimas. Inmediatamente es declarada la ley marcial, varios dirigentes populares son detenidos y el club de los Cordeliers es clausurado. En cuanto a club de los jacobinos, la mayoría de sus diputados lo abandona para unirse al nuevo club de los Feuillants. El 14 de septiembre Luis XVI, restablecido en sus poderes, jura la Constitución, aprobada el 3 de septiembre por la Asamblea Nacional Constituyente. El 30 de septiembre, la Asamblea Nacional Constituyente cesaba en sus funciones, proclamando «el término de la revolución».

## La Asamblea Legislativa y la caída de la monarquía (1791-1792)

### Constitución de 1791

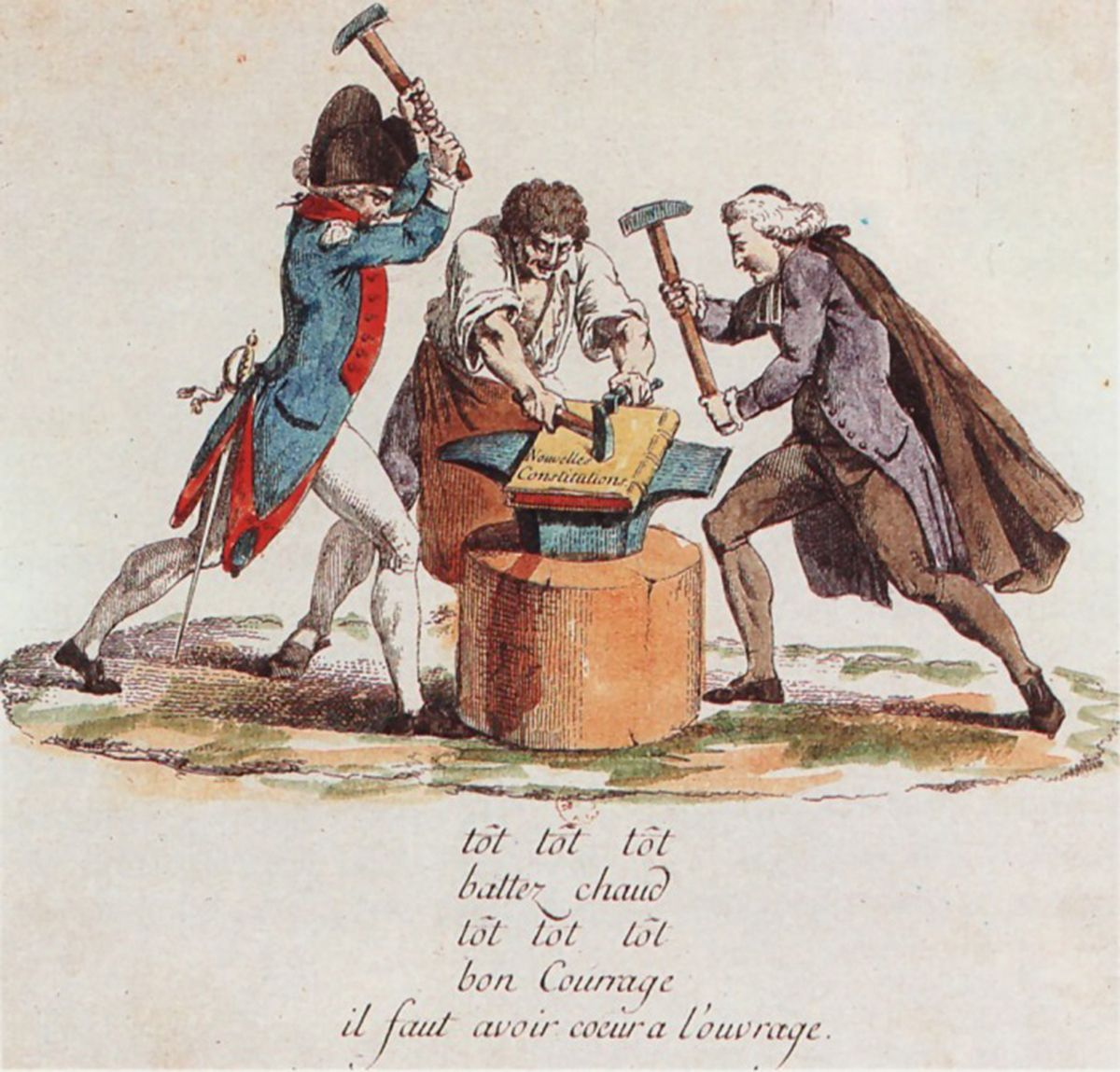
Grabado alegórico que muestra que la Constitución ha sido el resultado de la unión de los tres órdenes.

La Constitución de 1791 se basaba en el principio de la soberanía nacional expresada por medio de un sistema representativo. En el artículo 1 del Título III (Des pouvoirs publics) se decía que «la soberanía es una, inalienable, imprescriptible, pertenece a la nación; ninguna sección del pueblo ni individuo alguno puede atribuirse su ejercicio», y en el artículo 2 que «la nación, de quien emanan todos los poderes, no puede ejercerlos sino mediante delegación. La Constitución francesa es representativa». Así pues, los ciudadanos participan en los asuntos públicos a través de sus representantes y la Constitución además precisa que éstos no podían recibir un mandato imperativo. En cuanto a la capacidad de los ciudadanos para elegir a sus representantes o para ser elegidos, todos los franceses no reciben los mismos derechos (sufragio censitario). Quedan excluidos los «no ciudadanos» (las mujeres y los hombres de menos de 25 años, los subordinados de modo demasiado estrecho a otro individuo como los criados y sirvientes, y los que no tienen domicilio fijo) y los varones mayores de 25 años quedan divididos en:
- Ciudadanos pasivos: son aquellas personas cuyos impuestos directos no sobrepasan el dinero equivalente a la remuneración de tres jornadas de trabajo, por lo que no tienen derecho a elegir ni a ser elegidos, aunque gozan de «la protección de su persona, de sus propiedades, de su libertad» (en frase de Emmanuel-Joseph Sieyès, el inventor de la distinción entre ciudadanos «pasivos» y «activos»). En conjunto suponen unos tres millones de habitantes.
- Ciudadanos activos son los que pagan impuestos por encima del equivalente a la remuneración de tres jornadas de trabajo. Son unos cuatro millones y medio de personas. Sin embargo, sólo una minoría de ellos puede ser elegida diputado de la Asamblea, ya que para poderse presentar como candidato se requiere pagar una contribución directa equivalente al valor de un marco de plata. Este último grupo sólo lo forman unas 40 000 personas.

La Constitución también consagra la separación de poderes. En cuanto a los poderes del rey se declara que Francia sigue siendo una monarquía hereditaria, situada bajo la dirección de un «rey de los franceses por la gracia de Dios y la ley constitucional del Estado». «No hay en Francia una autoridad superior a la ley; el rey no reina sino por ella, y sólo en virtud de las leyes puede exigir obediencia», especificaba un decreto de la Asamblea. Además del poder ejecutivo, el rey dispone del derecho de veto suspensivo por el que puede diferir durante cuatro años [una legislatura] la aplicación de un decreto votado por la Asamblea (la sanción regia es necesaria para que un decreto o una ley entren en vigor). En cuanto a los poderes de la Asamblea Legislativa, además de elaborar y aprobar las leyes (poder legislativo) tenía el derecho de inspección sobre la gestión de los ministros, que podían ser perseguidos ante un Tribunal Supremo nacional por delito «contra la seguridad nacional y la Constitución»; controlaba la política extranjera a través de su Comité diplomático y los asuntos de la guerra mediante su Comité militar; era soberana en materia financiera, ya que el rey no podía  disponer de fondos (recibía una lista civil de 25 millones), ni siquiera proponer el presupuesto; y era de hecho independiente del rey, que no podía disolverla. Por último, podía eludir el veto suspensivo del rey dirigiéndose directamente al pueblo mediante proclama, como sucedió el 11 de julio de 1792, cuando la Asamblea legislativa declaró «la patria en peligro».

### Composición de la Asamblea Legislativa: la obstrucción del rey
El 1 de octubre de 1791, comienza sus sesiones la nueva Asamblea Nacional Legislativa, establecida en la Constitución que el rey Luis XVI ha jurado dos semanas antes, después de haber sido «perdonado» tras su intento de fuga de París. En la Asamblea, elegida por sufragio censitario, los diputados se agrupan por tendencias, grupos organizados en clubes. De un total de 745, unos 250 diputados, sentados a la derecha, se identifican con los feuillants (o «cistercienses»), quienes siguen defendiendo la viabilidad de la Monarquía Constitucional —a pesar de la «fuga de Varennes»— y dan por concluida la Revolución —sus líderes son el marqués de La Fayette y Antoine Barnave—. Unos 150 diputados, situados a la izquierda de la Asamblea, se adscriben al club de los jacobinos, partidarios de procesar al rey, proclamar la República y llevar «más lejos» la Revolución. Sus líderes dentro de la Asamblea son Jacques Pierre Brissot y Nicolas de Condorcet —sus seguidores serán conocidos como girondinos—, mientras que desde fuera, ya que no podía ser elegido al haber sido diputado de la Asamblea Nacional Constituyente, se va afianzando el liderazgo de Maximilien Robespierre. El resto de diputados (unos 345, sentados en el centro) no se adscribía a ninguna tendencia.

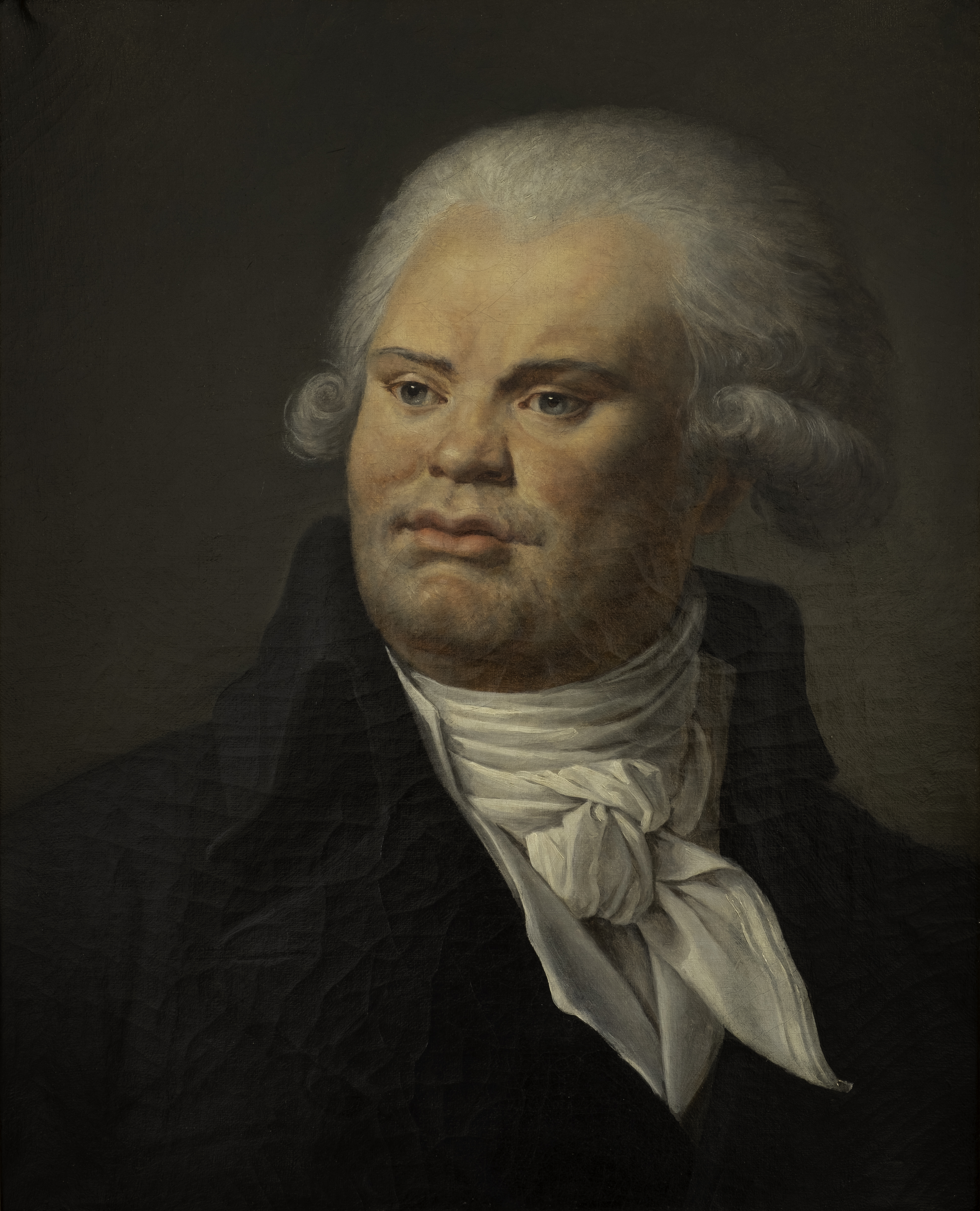
Georges-Jacques Danton, uno de los líderes, junto con Jean-Paul Marat, del Club de los Cordeliers. Será uno de los dirigentes de la Jornada del 10 de agosto de 1792 que derrocó a la monarquía. Detentaba el poder cuando se produjeron las masacres de septiembre.

A la izquierda de los jacobinos se encontraba el Club de los Cordeliers (o «franciscanos»), que a diferencia del club de los jacobinos, al que solo se permitía el acceso a sus sesiones a los «ciudadanos activos» (los ciudadanos que tenían derecho a voto), estaba abierto también a los «ciudadanos pasivos» por lo que pronto se convierte en el órgano de expresión del movimiento de los sans-culottes. Sus principales oradores eran Jean-Paul Marat y Georges-Jacques Danton. El ala más a la izquierda de los cordeliers la integran los enragés.
A pesar de haber sido «perdonado», el rey obstruyó la labor de Asamblea Legislativa recurriendo al veto suspensivo. Así, por ejemplo, en noviembre de 1791 vetó dos decretos dirigidos contra los emigrés (si no volvían serían declarados «sospechosos» y sus propiedades requisadas) y contra los sacerdotes refractarios (si no prestaban el juramento cívico serían deportados). Y tampoco dejó de usar el veto suspensivo cuando al año siguiente comenzó la guerra «revolucionaria» contra Austria y Prusia.

### Guerra contra Austria y Prusia y caída de la monarquía (abril-agosto de 1792)

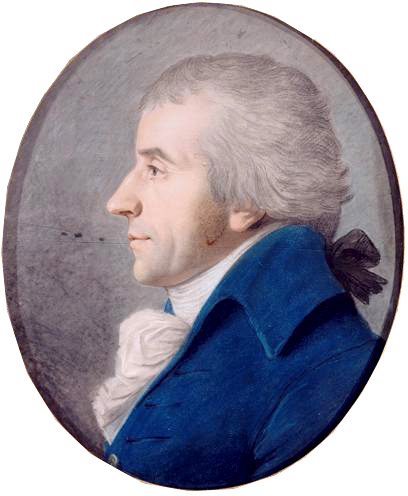
Jacques Pierre Brissot, líder de los que serán conocidos como los girondinos y firme partidario de declarar la guerra al «rey de Bohemia y de Hungría» Francisco II, a lo que se opone el jacobino Maximilien Robespierre, que cree que antes habría que consolidar la Revolución.

El 20 de abril de 1792 la Asamblea Legislativa a propuesta de los girondinos declaró la guerra a Francisco II, no en su calidad de emperador del Sacro Imperio Romano Germánico sino como «rey de Bohemia y de Hungría» (al que se unirá el rey Federico Guillermo II de Prusia), invitando a sus súbditos a alzarse contra la «tiranía». Se inició así la «guerra revolucionaria», que pretendía extender los principios de la Revolución por toda Europa. Pero la guerra resultó un desastre ya que las tropas austríaco-prusianas cruzaron la frontera y se dirigieron hacia París. El 11 de julio la Asamblea Legislativa declaró «la Patria está en peligro» pero el decreto por el que se formaría un ejército de voluntarios para hacer frente al invasor fue vetado por Luis XVI. Asimismo, el gobierno girondino es destituido por el rey. Sin embargo, desde provincias van llegando a París ejércitos populares «federados» que junto con los sans-culottes de París se organizan para defender la Revolución (el ejército «federado» procedente de Marsella lo hace entonando la canción compuesta por Rouget de Lisle, Canto de guerra para el Ejército del Rin, por lo que será conocido popularmente como La Marsellesa).

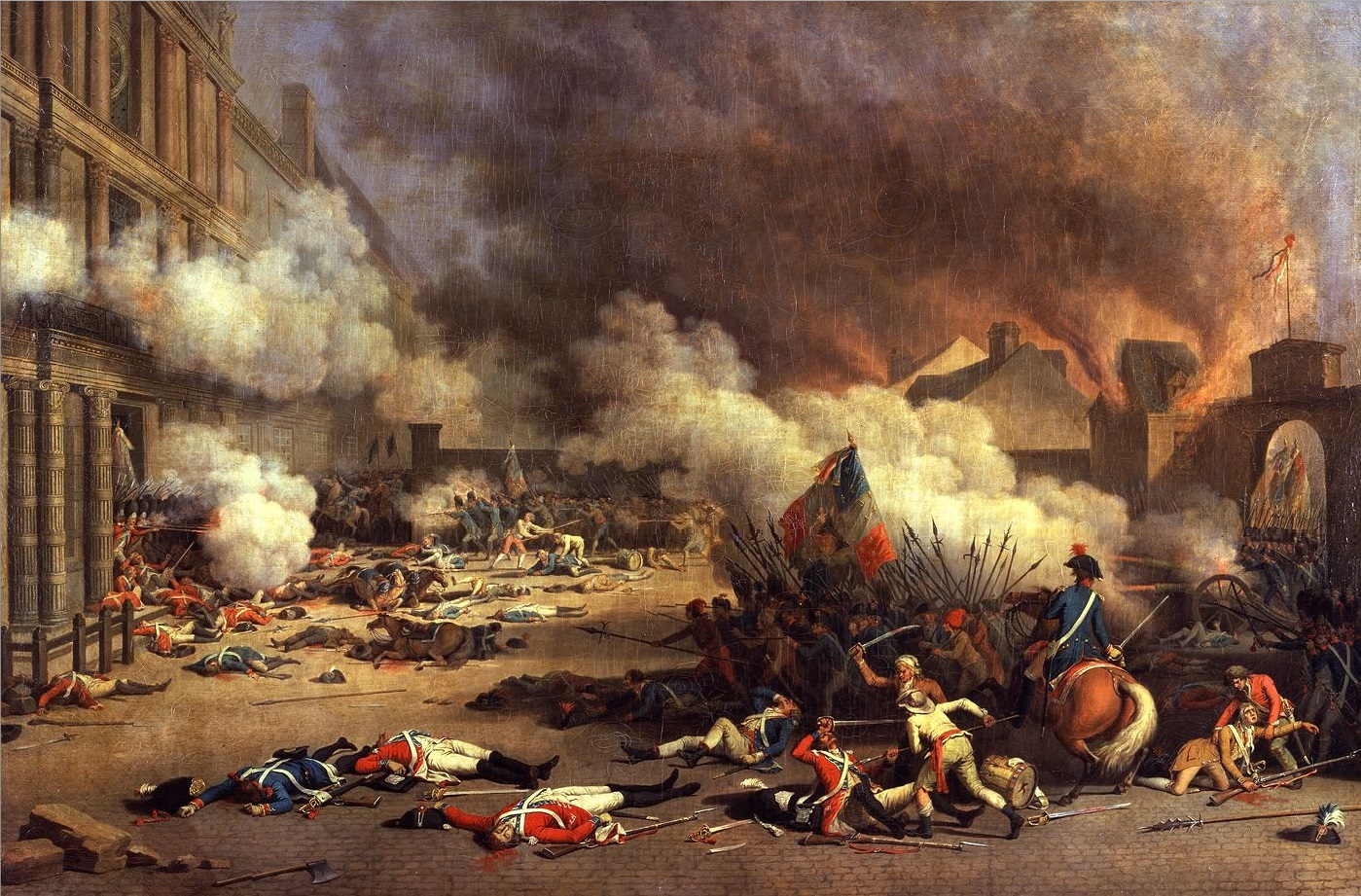
Toma del palacio de las Tullerías en agosto de 1792.

El 25 de julio de 1792 el duque de Brunswick, que estaba al mando del ejército prusiano, publica un manifiesto en el que amenaza con destruir la ciudad de París si se ejercía cualquier ultraje al rey o algún miembro de su familia. El manifiesto es conocido en la capital el 3 de agosto y la respuesta es la insurrección del pueblo de París una semana después, 10 de agosto, en la que los sans-cullotes y los ejércitos «federados», asaltan el Palacio de las Tullerías, donde residía la familia real. El rey se refugia en la Asamblea, que tenía su sede en un edificio contiguo, pero ante la presión popular los diputados destituyen al rey. A continuación se desata una ola de represión contra todo sospechoso de colaboración con el ejército invasor o de defender la causa del rey absoluto. El auténtico gobierno revolucionario pasa a la Commune de París, que organiza un ejército y requisa lo necesario para su funcionamiento: armas, alimentos, etc. Al mismo tiempo, se convocan elecciones generales, mediante sufragio universal (masculino), para una Convención Nacional, que sustituya a la Asamblea Legislativa, dirija el país y lo dote de una nueva Constitución.

## La República radical (1792-1794)

### Masacres de septiembre, victoria de Valmy y proclamación de la República

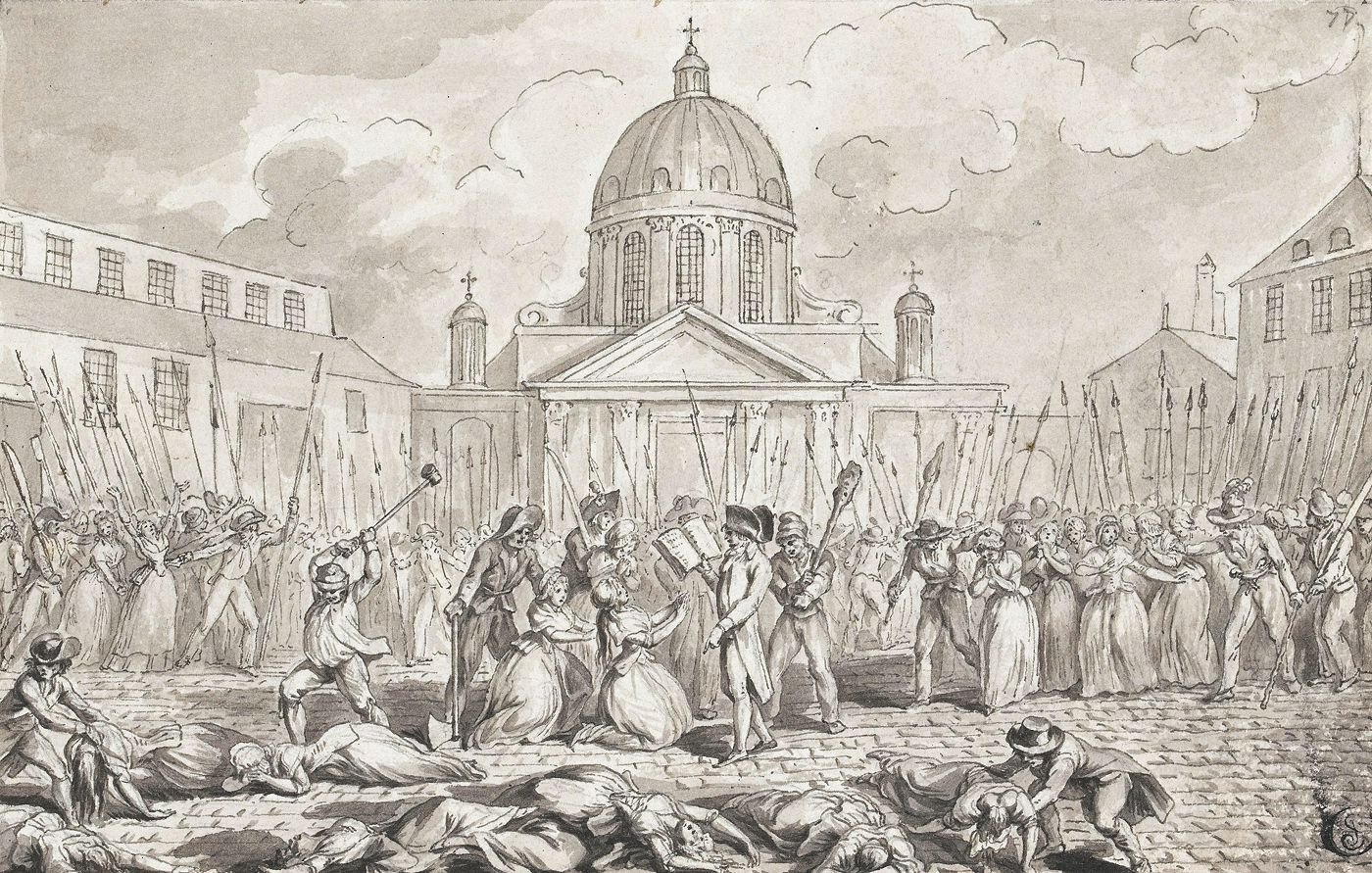
Masacres de septiembre.

Esta nueva etapa de la Revolución se inicia con un episodio trágico: las masacres de septiembre. Entre el 2 y el 5 de ese mes de 1792 los revolucionarios asaltaron las cárceles de París —y de otras ciudades— y asesinaron a unos 1500 presos, la mayoría de ellos aristócratas o sacerdotes refractarios, pero también presos comunes. Según Michel Vovelle, «esta reacción de pánico se explica en realidad por el doble temor a la invasión enemiga y de complot interior, de "puñalada por la espalda", como suele decirse. El vacío de poder —pues el rey estaba preso y el poder de decisión había recaído en un consejo ejecutivo provisional dominado por la personalidad de Danton— explica que la reacción de pánico se desarrollara sin oposición».

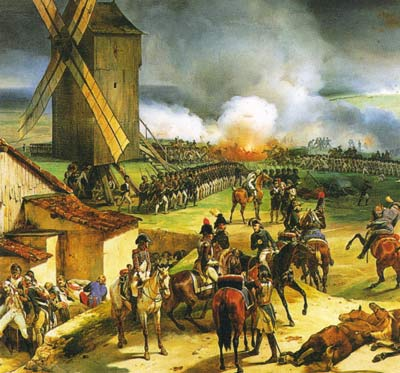
Cuadro sobre la batalla de Valmy por Jean-Baptiste Mauzaisse (1835)

Dos semanas después se conjura el peligro de que las potencias absolutistas acaben con la Revolución. El 20 de septiembre tiene lugar la histórica victoria de Valmy en la que el ejército revolucionario de «desharrapados» derrota al ejército invasor, aunque en realidad, según Michel Vovelle, «no fue una gran batalla; fue un cañoneo que terminó con la retirada del ejército prusiano». A partir de ese momento los revolucionarios perseguirán a las tropas absolutistas más allá de sus fronteras y en pocas semanas ocuparán los Países Bajos Austríacos, Saboya, el condado de Niza en el reino de Piamonte y Renania (en noviembre un decreto de la Convención proclama que la República Francesa concederá «fraternidad y ayuda a todos los pueblos que quieran recobrar su libertad»). El poeta alemán Goethe, testigo presencial, escribirá sobre la batalla de Valmy: «Desde hoy y desde este lugar empieza una nueva era en la historia del mundo».

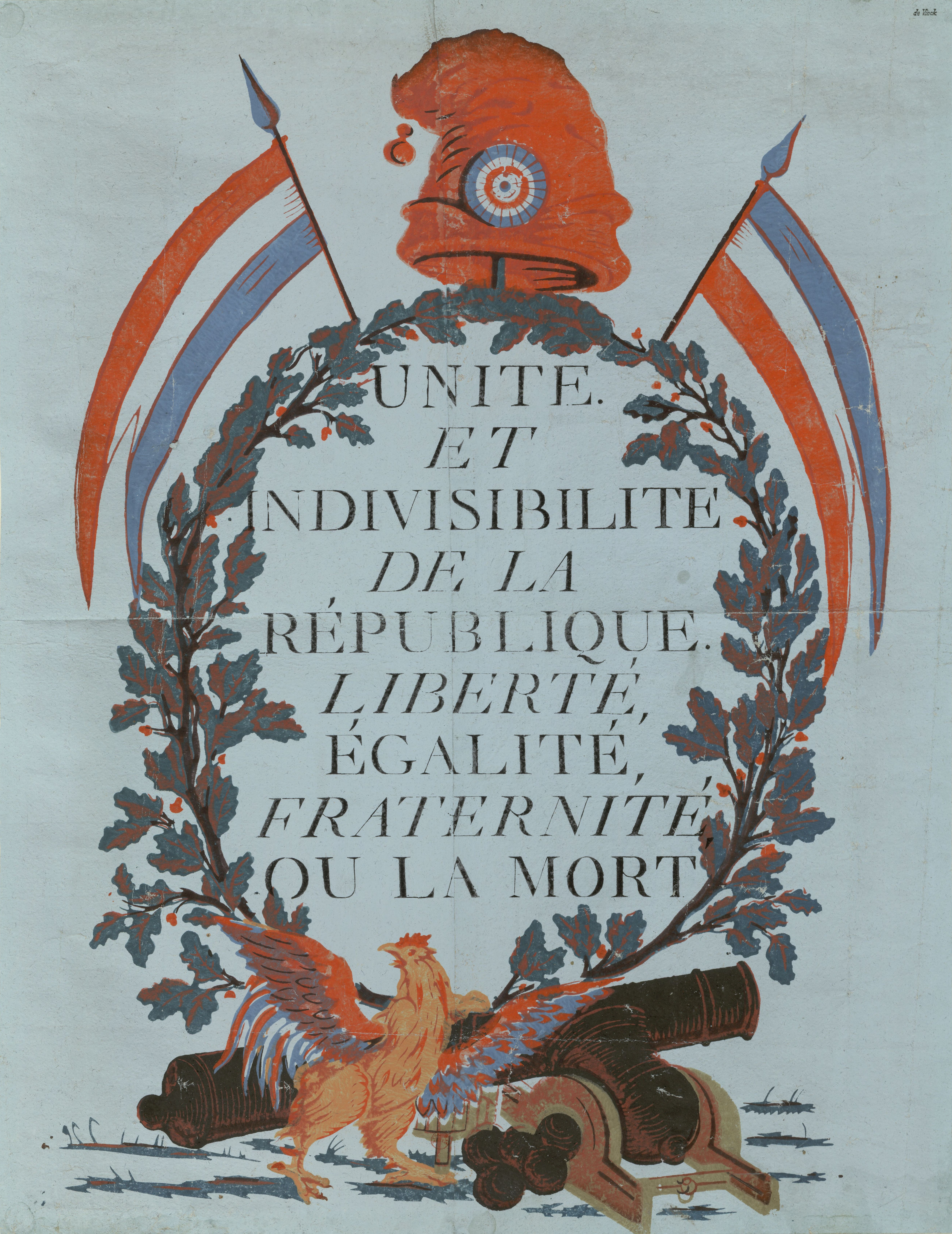
Cartel de 1793 mostrando el lema de la República: «Unidad, Indivisibilidad de la República, Libertad, Igualdad, Fraternidad o Muerte». Está rodeado de ramas de roble y banderas tricolores y colocado delante de unas fasces de lictor rematadas con un gorro frigio. En primer plano, un gallo galo y cañones de guerra.

Al día siguiente de la histórica victoria de Valmy la nueva Convención Nacional, elegida por sufragio universal (masculino), abrió sus sesiones, asumiendo el poder ejecutivo y el poder legislativo. Veinticuatro horas después, el 22 de septiembre, decretaba la abolición de la monarquía y proclamaba la República francesa. Para resaltar simbólicamente que había comenzado una nueva era en la historia de la humanidad se aprobaría más adelante un nuevo calendario por el que el 22 de septiembre de 1792 será el día 1.º del mes de Vendimiario del Año I.
En la Convención había dos grupos claramente definidos, los girondinos y los jacobinos. Para los primeros el mayor peligro para la Revolución procedía de la «subversión social» (de los sans-culottes) y veían una necesidad perentoria el retorno al orden. Por el contrario, para los jacobinos (el grupo más numeroso de los montagnards, así llamados porque se sentaban en la parte alta de la sala, en «La Montaña») lo más importante era la defensa de la Revolución contra el «peligro aristocrático» (la vuelta al anciene régime) y esta defensa imponía una alianza con el movimiento popular de los sans-culottes (sobre el que ejercían una gran influencia los enragés de Jacques Roux, el «sacerdote rojo», a los que sucedieron los hebertistas), aun cuando ello les obligara a dar satisfacción a algunas de sus reivindicaciones sociales. Entre ambos grupos se situaba un tercero sin una clara definición, llamado La Llanura, por sentarse sus diputados en la parte baja de la Cámara.

### Convención girondina (septiembre de 1793 - junio de 1794)

Ejecución del rey Luis XVI.

La Convención estuvo dominada inicialmente por los girondinos pero el enfrentamiento con los jacobinos, en la asamblea, y con el movimiento sans culotte en la calle, se irá acrecentando. El primer motivo de discordia es el juicio contra Luis XVI. Los girondinos pretendían mantenerlo arrestado hasta terminar la guerra y entonces juzgarlo (e intentando evitar la pena de muerte), pero los jacobinos apoyados por los sans-culottes imponen su idea de juzgar a Luis XVI sin mayor dilación. Así el juicio comienza el 3 de diciembre de 1792. El resultado es que el 21 de enero de 1793 Luis XVI es guillotinado al haber sido hallado «culpable de conspiración contra la libertad pública y de atentar contra la seguridad pública». 387 diputados votaron a favor de su culpabilidad y 334 en contra. Esta ejecución, además de distanciar definitivamente a los girondinos de los jacobinos y sans-culottes, causa un enorme impacto en todas las cortes europeas, acelerándose así la formación de una coalición de Estados para hacer frente a la República francesa (la Primera Coalición).
El peligro de invasión por parte de las potencias absolutistas vuelve en febrero de 1793 cuando el «ejército revolucionario» francés fracasa en su intento de invadir las Provincias Unidas de los Países Bajos, las sucesivas derrotas posteriores le hacen perder los Países Bajos austríacos y Renania y las fuerzas absolutistas vuelven a cruzar la frontera. Casi al mismo tiempo (11 de marzo) estalla la sublevación realista de La Vandée, una región del oeste de Francia, tradicionalmente muy católica. El detonante de la revuelta es la leva en masa decretada por el gobierno girondino para hacer frente a los ejércitos absolutistas invasores, agravada por la crisis económica y la escasez de alimentos. Ante la crítica situación, la Convención —a propuesta de los jacobinos y con la oposición de los girondinos— decreta el 6 de abril de 1793 la creación del Comité de Salvación Pública, dotado de poderes excepcionales, aunque bajo el control de la Convención que es quien nombra a sus miembros. Un mes antes había creado el Tribunal Revolucionario, también a propuesta de los jacobinos y con la oposición de los girondinos.
El 31 de mayo de 1793 los sans-culottes irrumpen en la Convención y exigen la detención de los girondinos a los que acusan de ser «enemigos» de la República. La Convención accede y 29 diputados de esta tendencia son encarcelados (serán guillotinados en octubre). Como repuesta a la detención de los girondinos, estallan insurrecciones federalistas en Marsella, Lyon y otras ciudades que consideran que la República está «secuestrada» por los jacobinos y los sans-culotte que dominan la Comune de París.

### Convención jacobina: «El Terror» (junio de 1793 - julio de 1794)
El 24 de junio de 1793 la Convención, ahora dominada por los jacobinos, aprueba la nueva Constitución (Constitución del Año I) en cuyo articulad se consagra el principio del sufragio universal (masculino), la corta duración del mandato de los diputados, de los funcionarios municipales y de los jueces de primera instancia, y se abre la posibilidad de que una ley aprobada por la asamblea legislativa, pueda ser rechazada si una décima parte de los electores de las asambleas primarias en la mitad más uno de los departamentos solicita ese rechazo. Sin embargo, la Convención decidió que la nueva Constitución de la República no entraría en vigor hasta que terminara la guerra mediante la proclamación «El gobierno de Francia es revolucionario hasta la paz», y de hecho nunca tendrá ocasión de ser aplicada. Lo mismo sucedió con la nueva Declaración de Derechos del Hombre y del Ciudadano.

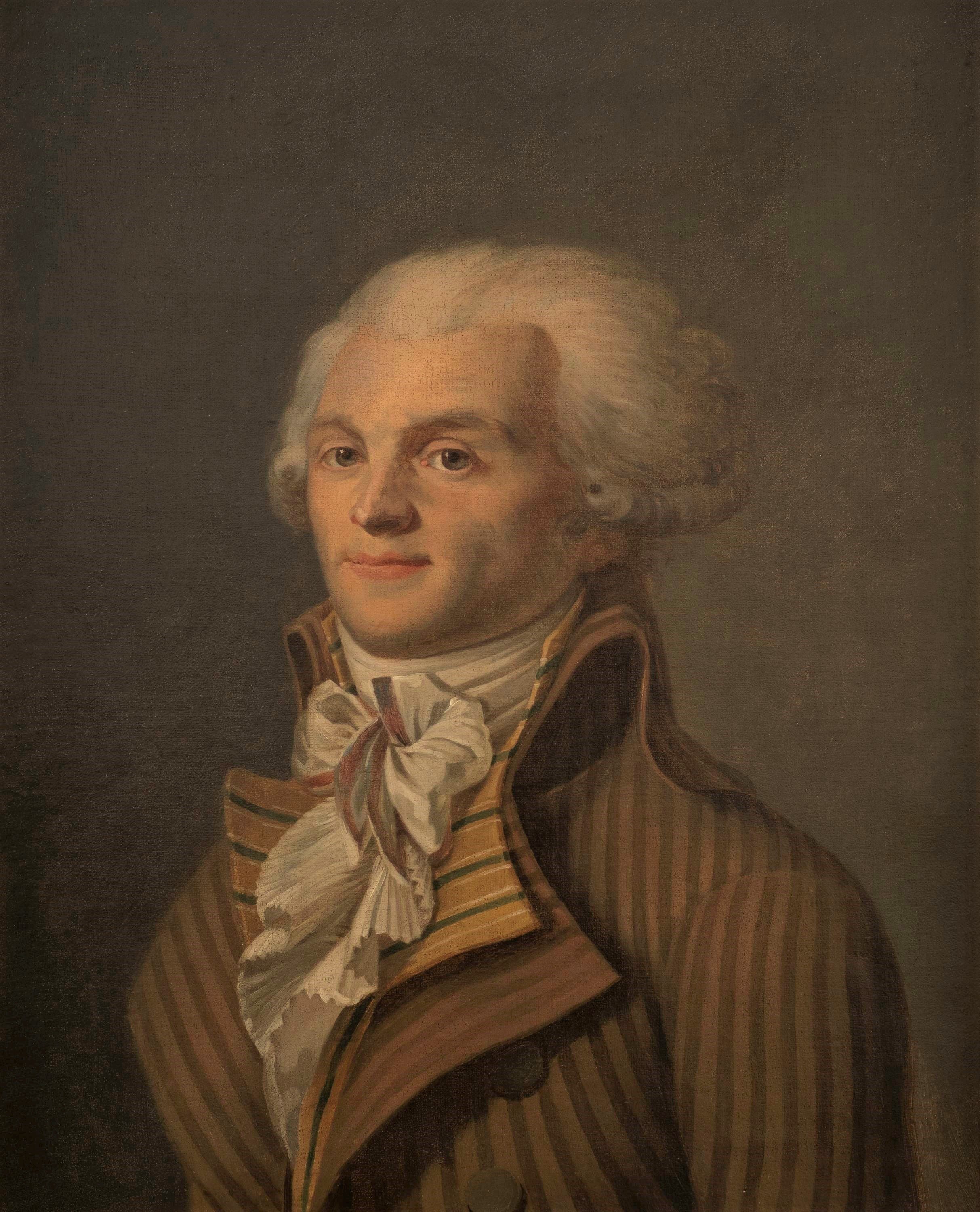
Maximilien Robespierre, líder de los jacobinos, y máxima figura del Comité de Salvación Pública.

Un mes después, el 27 de julio de 1793, Maximilien Robespierre, la figura más destacada de los jacobinos, entra a formar parte del Comité de Salvación Pública junto con Louis Saint-Just y Georges Couthon, y sus poderes son reforzados, dejando de estar controlado par la Convención ya que el mismo comité nombrará a sus miembros. Se impone así lo que Robespierre llamó el «despotismo de la libertad» y que se concretará en «El Terror» que las revueltas sans-culottes que tienen lugar en París el 4 y 5 de septiembre obligan a la Convención a poner «a la orden del día». Para su aplicación en «provincias» son nombrados representantes en misión, entre los que destacaron por su crueldad Jean-Baptiste Carrier, responsable de los ahogamientos de Nantes, o Joseph Fouché, conocido como el Mitrailleur de Lyon ('Ametrallador de Lyon'). Ambos participarán en la caída de Robespierre. Sin embargo, otros representantes en misión, según Michel Vovelle, «dieron muestras de moderación y sentido político».

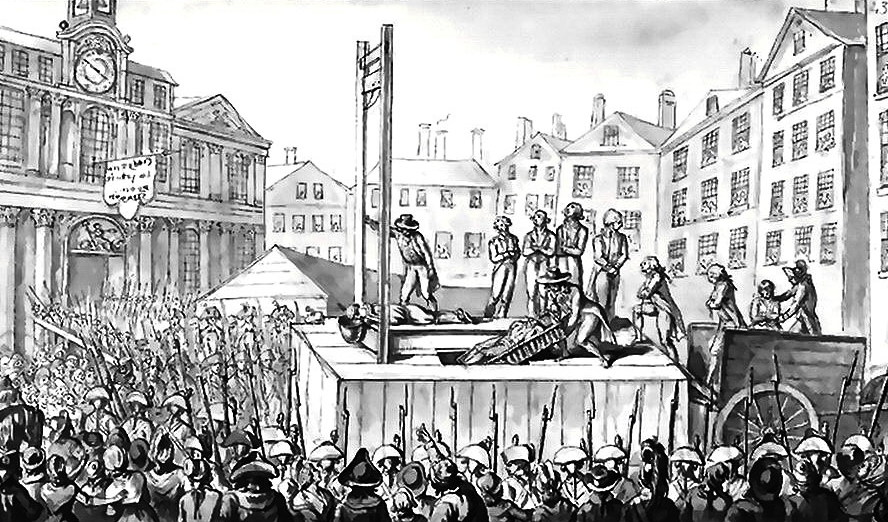
La guillotina, que fue el instrumento de ejecución de varios miles de personas durante «El Terror». Las víctimas del «Terror» en toda Francia se estima que se situó en cerca de 50 000 muertos.

Inmediatamente la Convención aprueba la Ley de Sospechosos que permitirá al Comité de Salvación Pública y al Comité de Seguridad General —también con mayoría jacobina— encarcelar (sólo por meros «indicios») a todas aquellas personas «sospechosa» de ser «contrarrevolucionarias» o de colaborar con el enemigo, e incluso, tras un juicio sumarísimo sin posibilidad de apelación, ejecutarlas. Robespierre lo justifica así: «El terror no es otra cosa que la justicia rápida, severa, inflexib1e». Inmediatamente comienzan las detenciones en masa, los juicios y las ejecuciones y encarcelamientos, especialmente en la Vendée y en las regiones donde se había producido la sublevación federalista en apoyo de los girondinos. Entre los últimos meses de 1793 y los seis primeros de 1794 son detenidas unas 400 000 personas en toda Francia, de las cuales unas 50 000 serán ejecutadas, muchas de ellas sin juicio. Una de las primeras María Antonieta (el 19 de octubre de 1793).
Al mismo tiempo los jacobinos, presionados por el movimiento de los sans-culottes en las ciudades y el de los campesinos en las zonas rurales, ponen en práctica diversas medidas sociales y económicas. Así, el 17 de julio de 1793 la Convención decreta la abolición definitiva del feudalismo, por la que quedan abolidos, sin indemnización, los derechos señoriales (incluidos los que el decreto del 11 de agosto de 1789 había declarado «rescatables»). Unos días más tarde, el Comité de Salvación Pública promulga un decreto contra los «acaparadores» de alimentos, amenazados con la pena de muerte. El 29 de septiembre se establece el máximum general de precios y salarios por el que se fija el precio tope que podían tener las mercancías y las tarifas máximas que podían alcanzar los salarios de los obreros. De esta forma, se pone fin a la «libertad económica» proclamada en la etapa anterior. Finalmente, el 4 de febrero de 1794 (16-Nivoso-Año II) se decreta la abolición de la esclavitud en las colonias francesas.

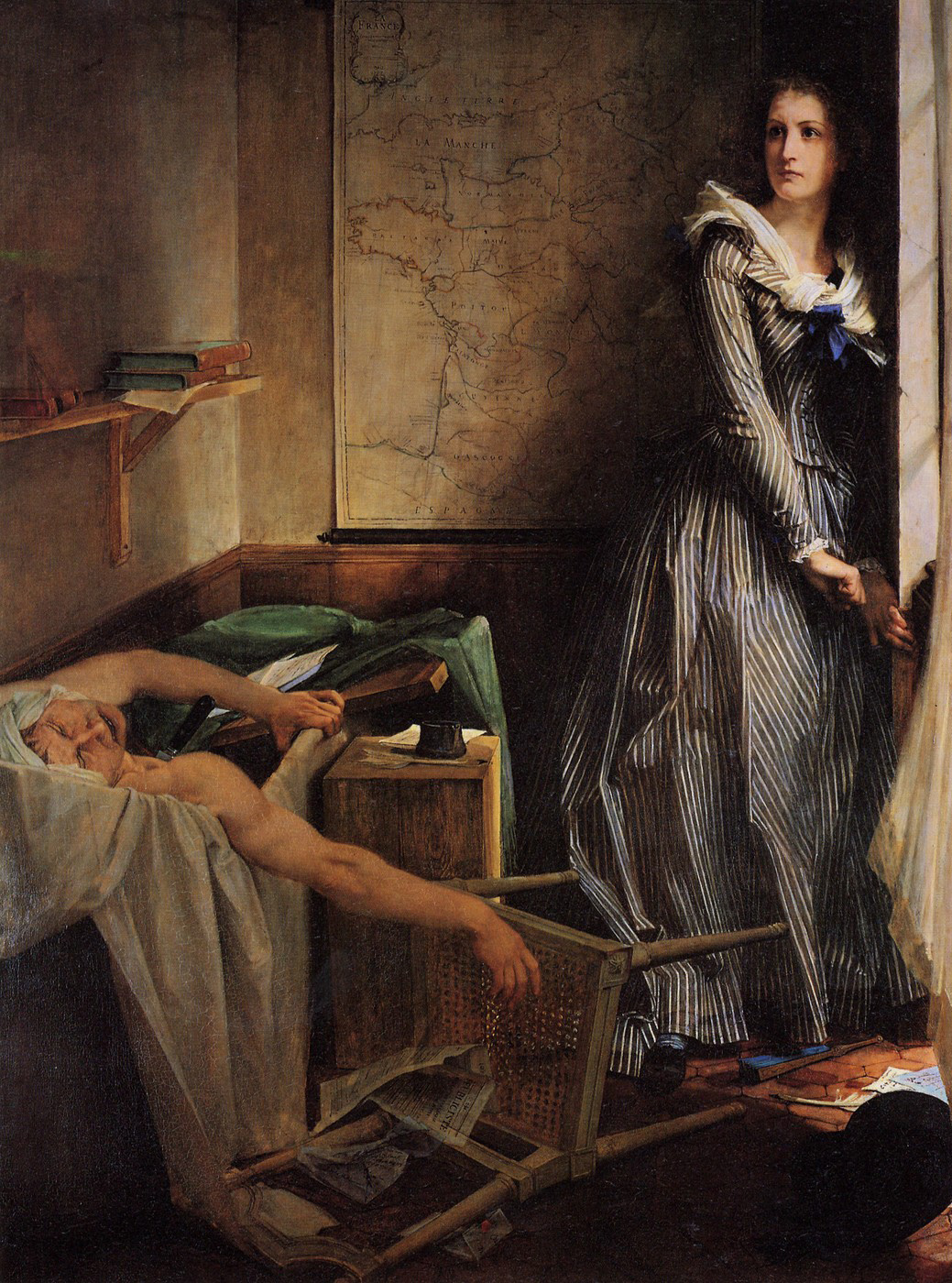
Charlotte Corday tras asesinar a Marat, obra de Paul Baudry.

Asimismo se desarrolla el movimiento «descristianizador» impulsado por los sans-culottes, y los grupos políticos que les apoyan (enragés de Jacques Roux, cordeliers de Jacques-René Hébert). El culto fuera de las iglesias es prohibido y poco a poco los templos se van cerrando —unos 20 000 sacerdotes renuncian a su estado—. Las fiestas religiosas son convertidas en cívicas y el culto a los santos se sustituye por el culto a los mártires de la Revolución (Marat, por ejemplo, asesinado por la girondina Carlota Corday). Todo ello culmina el día 10 de octubre de 1793 con la celebración de la «Fiesta de la Razón» y con la aprobación por la Convención, cinco días antes, del nuevo calendario republicano destinado a erradicar la herencia cristiana (los años ya no se cuentan desde el nacimiento de Cristo, los nombres de los meses son cambiados, se hace desaparecer el domingo, «el día del Señor», al establecer la semana de diez días, etc.).

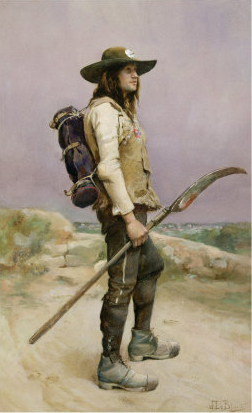
Combatiente de la Vendée. Cuadro de Julien Le Blant (segunda mitad del).

En cuanto a la guerra, gracias a la reorganización del Ejército dirigida por el Comité de Salvación Pública el 19 de octubre de 1793 (25-Vendimiario- Año II) tiene lugar la victoria de Wattignies por la que los Países Bajos austríacos (la actual Bélgica) vuelven a estar en poder de los revolucionarios franceses. Ese mismo Ejército «revolucionario» es el que pone fin, a finales del año 1793, a la sublevación federalista y a la de La Vendée, aunque recurriendo a medidas brutales que se prolongarán hasta mucho después. Así, pasado el peligro interior y exterior, algunos jacobinos encabezados por Danton piden que se ponga fin al «Terror» (los jacobinos robespieristas les llamarán «indulgentes») pero éste continuará, aunque el 8 de diciembre de 1793 (18 Frimario Año II) Robespierre corta el movimiento de descristianización, porque lo considera una vía que conduce al ateísmo (el 7 de mayo de 1794, 18 Floreal del Año II, decreta el deísta «Culto del Ser Supremo», que no se identifica con ningún dios de ninguna religión concreta, a pesar de que ello le enfrenta a los sans-culottes y a los «exaltados» que les apoyan). El 8 de junio (20 de Pradial del Año II) se celebra en toda Francia la «Fiesta del Ser Supremo». La ceremonia de París la preside Robespierre.
El 14 de marzo de 1794 (24 Ventoso Año II) el Comité de Salvación Pública ordena la detención Hébert y de otros dirigentes cordeliers, que habían intentado asaltar el Comité, exigiendo, entre otras reivindicaciones, el cumplimiento de la ley del "maximum", que se aplicaba con muchas dificultades a causa de la carestía de alimentos y de que la inflación de los asignados continuaba. Serán guillotinados, así como el grupo de los enragés de Roux. Quince días después, el 30 de marzo de 1794 (10 Germinal Año II), el Comité decreta la detención de los jacobinos «indulgentes» de Danton y Desmoulins que se oponían a la continuación del Terror. Serán juzgados y guillotinados.

### Caída de Robespierre (9-10 de Termidor)

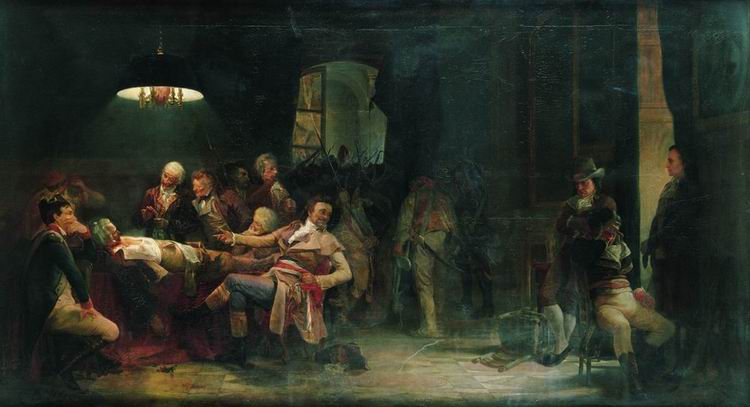
Cuadro de Valery Jacobi de 1864 que reconstruye uno de los momentos de la la caída de Robespierre. Este está rumbado sobre una mesa, gravemente herido, en una sala del Comité de Salvación Pública, siendo objeto de la curiosidad y de los insultos de sus guardianes, delante de sus amigos, deshechos.

El 10 de junio de 1794 (22-Pradial-Año II), el Comité de Salvación Pública decreta el «Gran Terror» pero antes de que comience a aplicarse algunos diputados directamente implicados en «El Terror» —entre ellos varios representantes en misión como Carriere, Barras, Fréron y Fouché—, sintiéndose amenazados ellos mismos por una intervención de Robespierre en la Convención en la que había prometido dar nombres de los «bribones» responsables de los «excesos», se conjuran con los moderados de La Llanura (y con los miembros «izquierdistas» del propio Comité de Salvación Pública: Jean-Marie Collot d'Herbois, Jacques Nicolas Billaud-Varenne y Bertrand Barère de Vieuzac) para acabar con Robespierre y sus «amigos».
En la tarde del 9 de termidor (27 de julio de 1794) Maximilien Robespierre fue acusado de «tiranía» y detenido por orden de la Convención junto con sus aliados Louis Saint-Just y Georges Couthon —también miembros del Comité de Salvación Pública—, Philippe François Joseph Le Bas —del Comité de Seguridad General— y su hermano menor Augustin Robespierre. Liberados por la Comuna de París aquella misma tarde-noche, en la madrugada del día siguiente, 10 de termidor, fueron apresados por las fuerzas de la Convención que asaltaron el Hôtel de Ville de Paris donde estaban reunidos con los cabecillas de la Comuna. Al haber sido declarados hors la loi («fuera de la ley») fueron guillotinados sin juicio esa misma tarde, junto con los dirigentes de la Comuna que les habían apoyado. Robespierre fue llevado al cadalso gravemente herido (con un pañuelo le sujetaron la mandíbula rota). «Es el fin de la Revolución jacobina», señala Michel Vovelle.

## La República conservadora (1794-1799)

### Convención termidoriana (1794-1795)
Tras la ejecución de Robespierre, junto a otros ciento cinco partidarios suyos, los termidorianos (surgidos en su mayoría del grupo de la Llanura) proceden rápidamente a deshacer la obra del periodo anterior. Así, el 24 de agosto de 1794 (7-Fructidor-Año II) disuelven el Comité de Salud Pública y el 12 de noviembre (22-Brumario-Año III) clausuran el Club de los Jacobinos. Al mismo tiempo se abren las prisiones y se pone fin al Terror. El 24 de diciembre de 1794 (4-Nivoso-Año III) abolen el maximum de los precios y de los salarios, lo que provoca el agravamiento de la inflación que, unido a la malas cosechas, provocará la vuelta del hambre y del pan caro (por lo que el año III será llamado «el gran invierno»).
La respuesta del movimiento sans-culotte se produce meses después, el 1 de abril de 1795 (12 Germinal Año III), con una insurrección popular en París y en las provincias que es derrotada por el ejército. Comienza así lo que algunos historiadores han llamado el Terror Blanco, cuyo hechos más dramático son las masacres de jacobinos que tiene lugar en Lyon y en Marsella, mientras que en París bandas de muscadins persiguen a diario a los sans-culottes.  La última tentativa de insurrección sans-culotte se produce entre el 20 y el 25 de mayo de 1795 (1/4-Pradial-Año III) en la que los amotinados invaden la Convención al grito de «Pan y la Constitución de 1793». Pero fracasan y en la Convención se elimina el último foco de montañeses y se desarma a los sans-culottes, poniendo fin así a su alternativa del «pueblo en armas». Por esas mismas fechas los termidorianos firman la paz con la mayoría de los Estados de la Primera Coalición (Paz de Basilea de 1795) y solo Gran Bretaña, Austria y los Estados italianos mantienen su enfrentamiento, por lo que la guerra deja de ser el problema más grave de Francia. Asimismo proclaman la «libertad de cultos» el 21 de febrero de 1795 (3-Ventoso-Año III) poniendo fin así al contencioso abierto por el movimiento descristianizador y el «Culto al Ser Supremo».
Sin embargo, el peligro de la contrarrevolución no desapareció. Entre el 23 y el 27 de junio de 1795 (5/9 Mesidor Año III), se produce el desembarco de emigrés en Quiberon, derrotados por el general Hoche, aunque rebrota la sublevación realista de la Vandée. Por su parte el hermano de Luis XVI, autoproclamado como Luis XVIII tras la muerte en prisión del delfín Luis XVII, reclama desde Verona el trono de Francia. El 5 de octubre (13 Vendimiario Año IV) una nueva insurrección realista, esta vez en París, intenta restablecer la monarquía. El ejército, al mando del joven general Bonaparte, es el encargado de reprimirla, por primera vez en la historia de la Revolución. Veinte días después la Convención es disuelta, una vez que ésta había aprobado en agosto una nueva Constitución (la Constitución del Año III).

### Directorio (1795-1799)
La nueva Constitución (Constitución del Año III) restaura el sufragio censitario y vuelve la distinción entre «ciudadanos activos» y «ciudadanos pasivos» —François-Antoine de Boissy d'Anglas, uno de los redactores de la nueva Constitución, escribe: «Un país gobernado por los propietarios está dentro del orden social»—. El poder legislativo queda formado por dos cámaras  —el Consejo de los Ancianos, compuesto por 250 diputados con edades superiores a los 40 años; y el Consejo de los Quinientos, 500 diputados mayores de  30 años— renovadas en un tercio anualmente, y el ejecutivo por un Directorio de cinco miembros, nombrados por los Ancianos a propuesta de los Quinientos, siendo renovados cada año uno de sus miembros. De esta forma, según Albert Soboul, «la primacía de los notables fue restaurada; los derechos del hombre no fueron ya más que los del hombre propietario».
Uno de los rasgos característicos del periodo es el creciente protagonismo del ejército en la vida política francesa, subordinando cada vez más al poder civil, ya que se convierte en el último garante del «nuevo orden burgués» tanto frente a los sans-culottes y a los jacobinos, como frente a los aristócratas. Esto se pone de manifiesto el 4 de septiembre de 1797 (18 Fructidor Año V) cuando un golpe de Estado del ejército en connivencia con el Directorio conjura el peligro de restauración de la monarquía al hacer frente a la mayoría monárquica de los Consejos de los Ancianos y de los Quinientos, obtenida tras las elecciones legislativas de ese año. El Directorio refuerza sus poderes frente al legislativo y los monárquicos son perseguidos. Muchos de ellos son deportados a la Guayana («La guillotina seca»). El año anterior, 10 de mayo de 1796 (21-Floreál. Año IV), el Directorio había conseguido abortar la “Conspiración de los Iguales” antes de que se produjera, siendo arrestados François Babeuf y sus seguidores que pretendían establecer una «sociedad comunista» aboliendo la propiedad. Precisamente la «amenaza jacobina» será una de las justificaciones del golpe del 18 de Brumario, ya que en las elecciones de abril de 1799 se acababa de producir el avance de los «neojacobinos».

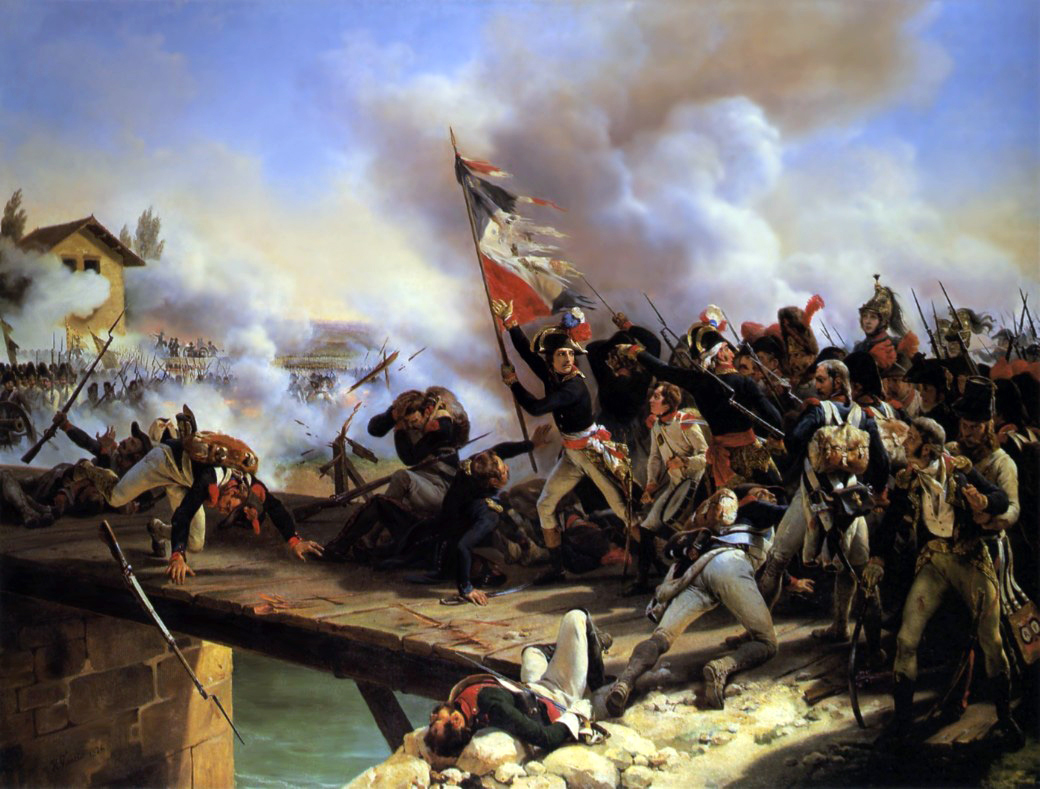
Napoleón liderando a sus tropas en la batalla del puente de Arcole.

Una de las razones que explicarían el protagonismo político del Ejército fue la reanudación de la guerra, que pierde en gran medida su carácter revolucionario. Como ha señalado Michel Vovelle, «la conquista se convierte en un medio para sacar a flote la hacienda, con el consiguiente debilitamiento de las motivaciones ideológicas». En efecto, las victorias del general Bonaparte en Italia en marzo/abril de 1796 (Germinal Año IV) suponen una fuente de ingresos para Francia gracias a los tributos que se imponen a los territorios conquistados, pero, a pesar de ello, el 30 de septiembre de 1797 (9 Vendimiario Año VI) se declara la bancarrota de la Hacienda Pública (el Estado sólo podrá hacer frente a un tercio de sus deudas y los otros dos tercios se compromete a reembolsarlos con bonos). El Directorio es incapaz de pagar a sus soldados y a sus funcionarios, lo que va en detrimento de su autoridad. «El país escapa al control del Estado», ha señalado Michel Vovelle.
Tras la derrota de Austria (Tratado de Campo Formio de 17 de octubre de 1797), Gran Bretaña es el único Estado que se mantiene en guerra con Francia. En julio de 1798 Bonaparte desembarca en Egipto para bloquear la ruta de la India (la colonia más importante de Inglaterra), pero queda aislado en Egipto cuando la flota británica, al mando del almirante Nelson, hunde la flota francesa en la bahía de Abukir. Así, Inglaterra logra construir una Segunda Coalición contra Francia, con Rusia, Austria y Nápoles, además del Imperio Otomano. La guerra vuelve a Europa, los ejércitos franceses retroceden y las «repúblicas hermanas» se derrumban. En el verano de 1799 la República se ve amenazada de nuevo en su propio territorio. El 15 de agosto Bonaparte abandona Egipto y regresa a Francia. Durante su viaje se produce la victoria de los franceses sobre los austro-rusos en Zurich el 25/27 de septiembre-1799 (3/5 Vendimiario Año VIII) y la República francesa parece a salvo de la amenaza exterior. Sin embargo, Napoleón Bonaparte no abandona sus planes y encabeza el golpe de Estado previsto para el 18 de brumario (9 de noviembre de 1799).

### Golpe de Estado del 18 de Brumario de Napoleón Bonaparte (9 de noviembre de 1799): el Consulado

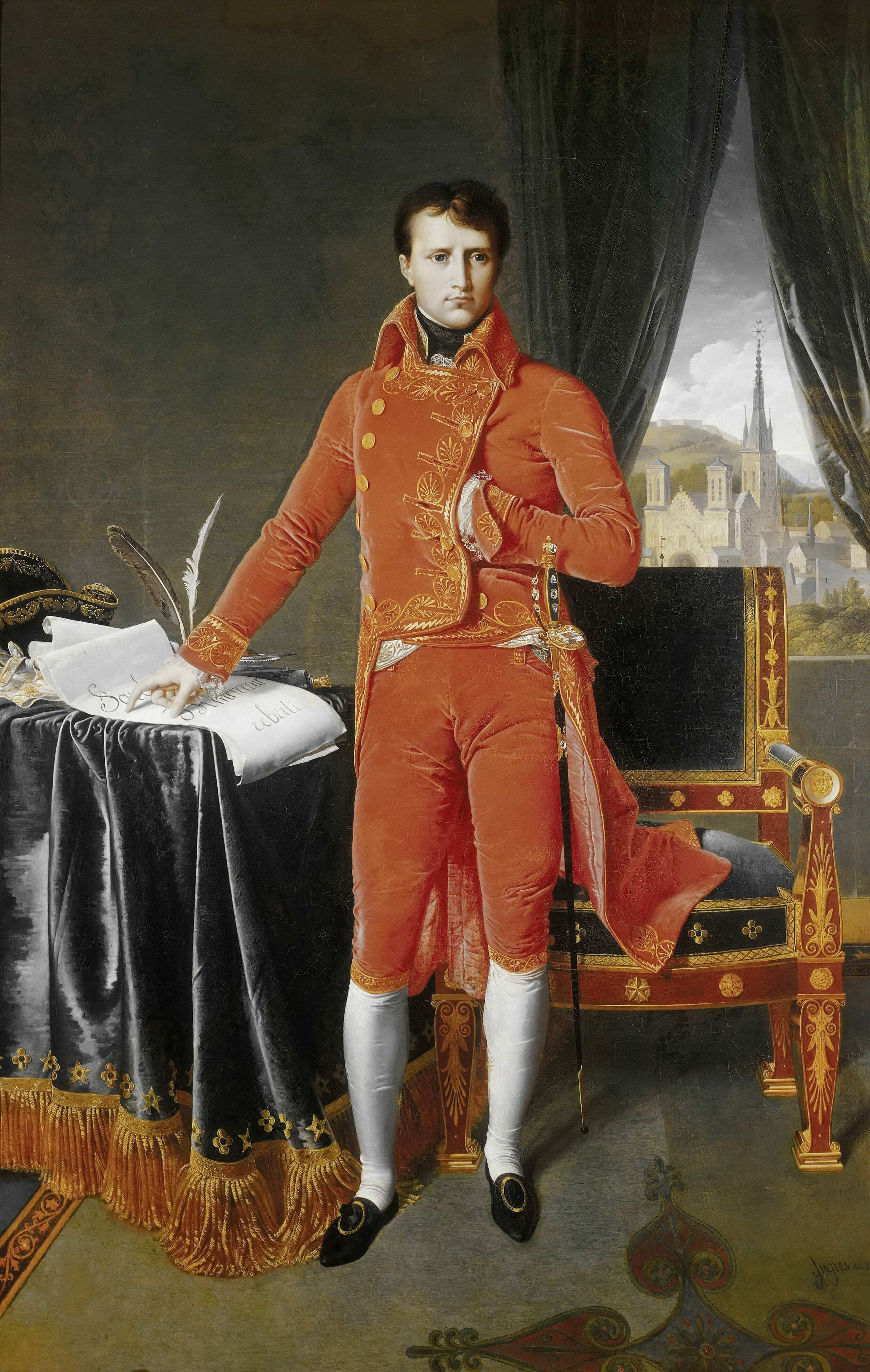
Napoleón Bonaparte, primer cónsul.

Con la connivencia de destacados dirigentes del propio régimen termidoriano, alarmados por el avance de los «neojacobinos», el general Napoleón Bonaparte encabeza el 9 de noviembre (18 de Brumario Año VIII) un golpe de Estado. Sus tropas dispersan a los diputados que se les oponen y poco después se promulga una nueva Constitución (Constitución del Año VIII) que nombra al «ciudadano Bonaparte» Primer Cónsul por diez años e «indefinidamente reelegible». «Con este golpe de Estado sin pena ni gloria se cierra la historia de la Revolución Francesa y comienza la aventura napoleónica», concluye Michel Vovelle.
La Constitución del Año VIII, redactada por Pierre Daunou y promulgada el 25 de diciembre de 1799, estableció un régimen autoritario que concentraba el poder en manos de Napoleón, para la supuesta salvación de la República ante una posible restauración monárquica. A diferencia de las constituciones anteriores, no incluía ninguna declaración sobre los derechos fundamentales de los ciudadanos. El poder ejecutivo recaía en tres cónsules: el primero de ellos, designado por la Constitución, era Bonaparte; los otros dos solo tenían un poder consultivo. 
Los poderes de Bonaparte se ampliarían en 1802 con la llamada Constitución del Año X, aprobada en un plebiscito, que lo reconoce como «Cónsul único y vitalicio»; y definitivamente en 1804 cuando un nuevo plebiscito aprueba su autoproclamación como emperador de los franceses (Constitución del Año XII). Será coronado en Notre Dame de París en una ceremonia a la que asiste el Papa. Nace así un nuevo régimen vitalicio (el Primer Imperio francés) en el cual surgirá, incluso, una nobleza ligada a la voluntad imperial y al ceremonial de su corte.

## La bandera francesa y los símbolos de la Revolución

Escarapela tricolor.

Los colores azul, blanco y rojo eran ya frecuentes en diversos pabellones, uniformes y banderas de Francia antes del siglo XVIII. El azul y el rojo eran los colores de la villa de París desde el siglo XIV, y el blanco era en aquella época el color del reino de Francia, y por extensión de la monarquía borbónica.
Cuando Luis XVI visitó a la recién creada Guardia Nacional en el Ayuntamiento de París el 17 de julio de 1790, aparece por primera vez la escarapela tricolor, ofrecida al Rey por el comandante de la Guardia, el marqués de La Fayette. Unía la escarapela de la Guardia Nacional que llevaba los colores de la capital, con el color blanco del reino. No fue sin embargo hasta el 20 de marzo de 1790 que la Asamblea Nacional mencionó en un decreto los tres colores como "colores de la nación: azul, rojo y blanco". Pero la escarapela no era aún un símbolo nacional, y el primer emblema nacional como tal fue la bandera diseñada para la popa de los buques de guerra, adoptada por decreto de la Asamblea Nacional el 24 de octubre de 1790. Constaba de una pequeña bandera roja, blanca y azul en la esquina superior izquierda de una bandera blanca. Esta bandera fue modificada por la Convención republicana el 15 de febrero de 1794, a petición de los marineros de la marina nacional que exigieron que se redujera la predominancia del blanco que simbolizaba todavía la monarquía. La bandera adoptó entonces su diseño definitivo, y se cambió el orden de los colores para colocar el azul cerca del mástil y el rojo al viento por motivos cromáticos, según los consejos del pintor Louis David.
Otro símbolo de la Revolución francesa es el gorro frigio (o gorro de la libertad), llevado en particular por los Sans-culottes. Aparece en los Escudos Nacionales de Francia, Haití, Cuba, El Salvador, Nicaragua, Colombia, Bolivia, Paraguay y Argentina.
El himno «La Marsellesa», con letra y música de Rouget de Lisle, capitán de ingenieros de la guarnición de Estrasburgo, se popularizó a tal punto que el 14 de julio de 1795 fue declarado himno nacional de Francia; se llamaba «Chant de guerre pour l'armée du Rhin» («Canto de guerra para el ejército del Rin»), pero cuando los voluntarios del general François Mireur que salieron de Marsella entraron a París el 30 de julio de 1792 cantando dicho himno como canción de marcha, los parisinos los acogieron con gran entusiasmo y bautizaron el cántico como «La Marsellesa».
El lema Liberté, égalité, fraternité («Libertad, igualdad, fraternidad») no siempre asoció los tres conceptos. La libertad y la igualdad ya aparecían asociadas por los filósofos del siglo de las Luces como Jean-Jacques Rousseau, y son conceptos que definen el artículo primero de la Declaración de los Derechos del Hombre y del Ciudadano de 1789, uno de los textos fundamentales de la Revolución. Robespierre les añadirá la idea de fraternidad en un discurso de 1790 que proponía que la fórmula fuese grabada en las banderas y los uniformes de los oficiales, pero la propuesta no tuvo éxito.
En 1793 el Terror volvió a adoptar la expresión añadiendo «o la muerte» (Liberté, Égalité, Fraternité ou la mort). El recuerdo doloroso de ese período, el Primer Imperio y la Restauración hicieron caer en el olvido el lema. Habrá que esperar hasta 1848, cuando se proclamó la Segunda República francesa, para que «libertad, igualdad, fraternidad» se convirtiese en el lema oficial de Francia y figurase como principio republicano en el preámbulo de la Constitución.
|  |  |

## Las mujeres y la Revolución francesa
Durante la «campaña electoral» de los Estados Generales de 1789 aparecieron los primeros opúsculos y panfletos en los que se reivindicaba la participación de las mujeres en la vida pública, como la Pétition des femmes du tiers état au Roi ('Petición de las mujeres del tercer estado al Rey') de enero de 1789. Aparecieron unos escasos Cuadernos de quejas redactados por mujeres en diversas regiones de Francia, como el Cahier des doléances et réclamations des femmes ('Cuaderno de quejas y reclamaciones de las mujeres') citado por Péronnet que decía: «Objetos continuos de la admiración y del desprecio de los hombres, ¿no podrían también las mujeres hacer oír sus voces en esta común agitación?».
El protagonismo de las mujeres en la revolución quedó patente en la marcha sobre Versalles del 5 y 6 de octubre de 1789 en la que varios miles de mujeres parisinas, escoltadas por la Guardia Nacional dirigida por Lafayette y «algunos vencedores de la Bastilla», obligaron al rey a firmar los decretos de la noche del 4 de agosto de 1789 y de la Declaración de los Derechos del Hombre y del Ciudadano a lo que hasta entonces se había negado y a continuación a que se trasladara a París junto con toda la familia real. Durante el viaje de vuelta gritaban: «Ya no nos faltará pan, traemos con nosotros al panadero, a la panadera y al pequeño aprendiz» (Nous ne manquerons plus de pain, nous ramenons le boulanger, la boulangère et le petit mitron), en referencia al rey, a la reina y al delfín. Cuatro años después, ya proclamada la República, se levantó en París un arco de triunfo dedicado a las «heroínas del 5 y 6 de octubre de 1789».
Pero las mujeres no fueron reconocidas como «ciudadanas» (se les incluyó en el grupo de los «no ciudadanos» junto con los hombres menores de 25 años, los criados y sirvientes y los que no tienen domicilio fijo). La primera asociación en la que se criticó esta situación fue un club mixto fundado en enero de 1790, entre otros, por Anne-Josèphe Théroigne de Méricourt llamado el club de los Amigos de la Ley. Meses después Etta Palm organizó la Sociedad Patriótica y de Beneficencia de las Amigas de la Verdad, ya exclusivamente femenina, y fuera de París se fundaron también sociedades totalmente femeninas como la Sociedad de las Amigas de la Constitución de Burdeos. La de Dijon proclamó «que los tiranos conjurados tendrán que combatir también a las mujeres». Entre 1789 y 1793, existieron 54 clubes patrióticos femeninos en toda Francia.

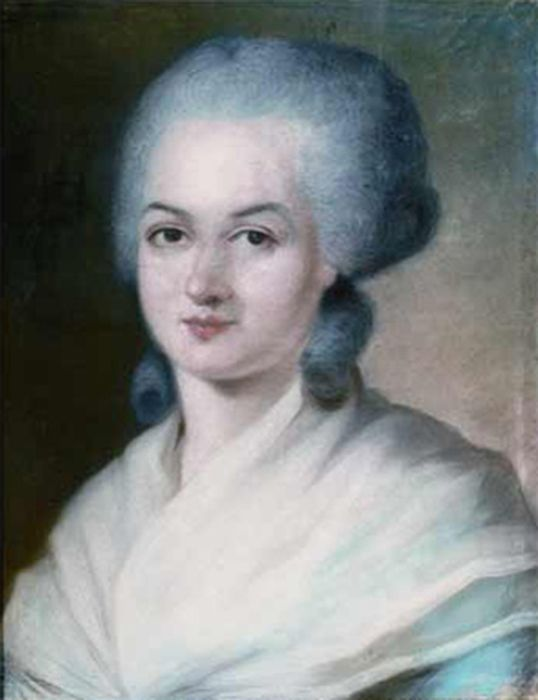
Olympe de Gouges, autora de la Declaración de los Derechos de la Mujer y de la Ciudadana y pionera del feminismo

A finales de 1791 Olympe de Gouges redactó la Declaración de los Derechos de la Mujer y de la Ciudadana, cuyo artículo 4 concluía así: «El ejercicio de los derechos naturales de la mujer no conoce otros límites que la perpetua tiranía que el hombre le opone». Y el artículo 6 señalaba que «todos los ciudadanos y ciudadanas deben... participar en la formación de la ley... que todos los ciudadanos y ciudadanas han de ser igualmente admisibles en todas las dignidades, lugares y empleos públicos...». Olympe de Gouges también se enfrentó al líder jacobino Robespierre y publicó la carta Pronostic sur Maximilien Robespierre par un animal Amphibie. Acusada de girondina, sería juzgada, condenada a muerte y guillotinada. Su único epitafio, que servirá también para el de madame Roland, fue: «Había olvidado las virtudes propias de su sexo».
Con la caída de la monarquía y la proclamación de la República en agosto-septiembre de 1792 las esperanzas de que entonces les fuera reconocida a las mujeres la condición de «ciudadanas» se vieron frustradas, a pesar del apoyo que encontraron en el líder girondino Nicolas de Condorcet, autor de un folleto Sur l'admission des femmes au droit de cité, y de que se aprobara la igualdad civil en el matrimonio y sobre todo en el divorcio (en la ley sobre el estado civil se estableció que «uno de los cónyuges puede conseguir que se pronuncie el divorcio con la simple alegación de incompatibilidad de talante o de caracteres»). Pero esta falta de reconocimiento no fue obstáculo para que muchas mujeres siguieran apoyando el movimiento revolucionario y participando asimismo en protestas y movilizaciones en las que coincidieron a menudo con el movimiento de los sans-culottes. Sin embargo, también hubo mujeres que se sumaron a la «contrarrevolución»: ocultando a sacerdotes «refractarios», boicoteando las celebraciones litúrgicas de los sacerdotes «constitucionales» o dando apoyo logístico (y moral) a la Armée catholique et royale de Vendée. 
En mayo de 1793 nació la Société des républicaines révolutionnaires vinculada al sector más radical de los montagnardes y opuesta, por tanto, a los girondinos, lo que llevó a sus miembros a azotar en público a Théroigne de Méricourt (como consecuencias de ello perdió la razón y murió miserablemente en la Salpêtrière) y a denunciar a Olympe de Gouges, también acusada de ser girondina. Sus actividades, como su pretensión de que todas las mujeres llevaran obligatoriamente la escarapela tricolor y el gorro frigio, fueron objeto de debate en la Convención y en el club de los jacobinos, al que estaba afiliada la Sociedad, y finalmente en septiembre de 1793 la Convención aprobó casi por unanimidad su cierre, que se hizo extensivo a todas las sociedades femeninas. Algunos diputados justificaron la prohibición refiriéndose a la «superioridad moral» de los hombres sobre las mujeres y a que estas debían ceñirse a su rol de esposas y madres, como dijo uno de ellos: «¡Oh mujeres! La libertad atacada por todos los tiranos necesita un pueblo de héroes: a vosotras os corresponde parirlo. Que todas las virtudes guerreras y generosas se derramen con la leche materna en el corazón de los niños de Francia». Fabre d'Églantine dijo: «Mujeres, para llegar a ser una buenas republicanas, amad, seguid y enseñad las leyes, sed sencillas y laboriosas». Y puso de contraejemplos a la exreina María Antonieta, «madre malvada, esposa perversa»; a Olympe de Gouges, que «ha olvidado las virtudes de su sexo al querer convertirse en un hombre de estado»; y a madame Roland, a la que «el deseo de ser una intelectual ha conducido al olvido de la virtud de su sexo». Las tres habían sido guillotinadas.
En 1794 se insistió en la prohibición de la presencia femenina en cualquier actividad política, y en mayo de 1795 la Convención prohibió a las mujeres asistir a las asambleas políticas ordenando que se retiraran a sus domicilios bajo orden de arresto si no cumplían lo prescrito. El Código Napoleónico aprobado en 1804 consagró la derrota femenina en la lucha por la igualdad, libertad y fraternidad que la revolución significó para los varones.
La historiadora francesa Mona Ozouf en su análisis sobre el papel de las mujeres en la Revolución ha concluido que esta «no hizo retroceder la causa de las mujeres, la inventó». «Incluso si se muestra muy desigual en sus promesas, la Revolución anuncia, a la larga, a los dos sexos los mismos logros, los mismos espacios, las mismas funciones. [...] Esta es la promesa de la Revolución que las mujeres han captado inmediatamente. Se puede pues concluir que... la declaración de los derechos ha salvaguardado para el porvenir la libertad de las mujeres. Ficción mistificadora, se ha dicho mucho, que esos individuos declarados, contra toda evidencia, libres e iguales. Es de esta ficción sin embargo que el feminismo ha sacado su fuerza: haciendo medir la vertiginosa, la escandalosa brecha abierta entre los principios y la realidad, ha alimentado para más de dos siglos —la cosa no ha terminado— la reivindicación femenina».